# Eindhoven
Eindhoven (uitspraakⓘ) is een stad  en gemeente in het zuidoosten van de Nederlandse provincie Noord-Brabant, gelegen in de Brabantse Kempen. Het is naar inwonertal al sinds 1961 de vijfde gemeente van Nederland. Ze telt 246.417 inwoners (22 november 2024) op een grondgebied van 88,92 km². Ze omvat naast de gelijknamige stad Eindhoven tevens het dorp Acht en de uitbreidingslocatie Meerhoven. 
De gemeente maakt deel uit van de Metropoolregio Eindhoven (MRE) en het stedelijk netwerk BrabantStad. Het stadsgewest Eindhoven (niet te verwarren met de metropoolregio), bestaande uit onder andere de gemeenten Eindhoven, Veldhoven, Best, Nuenen c.a. en Geldrop-Mierlo, telt bijna 420.000 inwoners op een oppervlakte van ongeveer 540 km². In de MRE wonen ongeveer 803.000 mensen.

## Naam
Het tweede woorddeel kan slaan op Hof (omheind stuk grond, tuin, aarde) of op Hoeve (hofstede). De oorsprong van beide woorden is verschillend, maar later zijn deze in hun gebruik ongeveer samengevallen en kregen ze de betekenis die we nu kennen: een gebouw met omliggende gronden ten behoeve van de exploitatie. De herkomst van het eerste woorddeel is veel minder duidelijk. Vermoedelijk werd met Eind de grens bedoeld tussen de cultuurgrond van een nederzetting en de woeste grond daarbuiten. De plaatsnaam kan dus geïnterpreteerd worden als 'het hof of de hoeve aan de grens tussen cultuurgrond en woeste grond'.

## Geschiedenis

De kaart van Eindhoven uit ca. 1550 vergeleken met de kaart uit 2024

De stad Eindhoven ontstond in een moerasdelta van vijf riviertjes: de Dommel, de Gender, de Laak, de Tongelreep en de Rungraaf. Het kreeg in 1232 stadsrechten en marktrecht van hertog Hendrik I van Brabant, werd onderdeel van de Meierij van 's-Hertogenbosch en werd later bestempeld als de hoofdstad van het kwartier van Kempenland. Eindhoven moet gezien worden als een gestichte (en niet geleidelijk gegroeide) nederzetting binnen de stedenpolitiek van Hendrik I. Op de plaats van het oude kasteel uit de 15e eeuw ligt nu villa Ravensdonck, dicht bij het augustijnenklooster Mariënhage. In 1583 werd na het Beleg van Eindhoven de omwalling weer afgebroken. Binnen de wallen lag de middeleeuwse Sint-Catharinakerk, die in 1860 werd afgebroken en vervangen door de huidige neogotische kerk. 
Ten gevolge van de industriële ontwikkeling trokken de Eindhovense fabrieken rond 1900 steeds meer werknemers aan. Dat waren onder meer de textielfabrieken van Elias, De Haes, de Bara (afgeleid van Baekers en Raymakers), tabaksverwerkers (Mignot & De Block, Henri van Abbe en Lurmans), stoomlederfabriek Gebroeders Keunen, de Koninklijke lucifersfabrieken Mennen & Keunen, sigarenkistmaker Brüning en (in het bijzonder vanaf 1891) de gloeilampenfabriek Philips. De stad had economisch profijt van de fabrieken en fabrikanten. Nadien werd naast Philips de DAF de grootste en internationaal meest bekende Eindhovense industriële onderneming.

### (Explosieve) groei

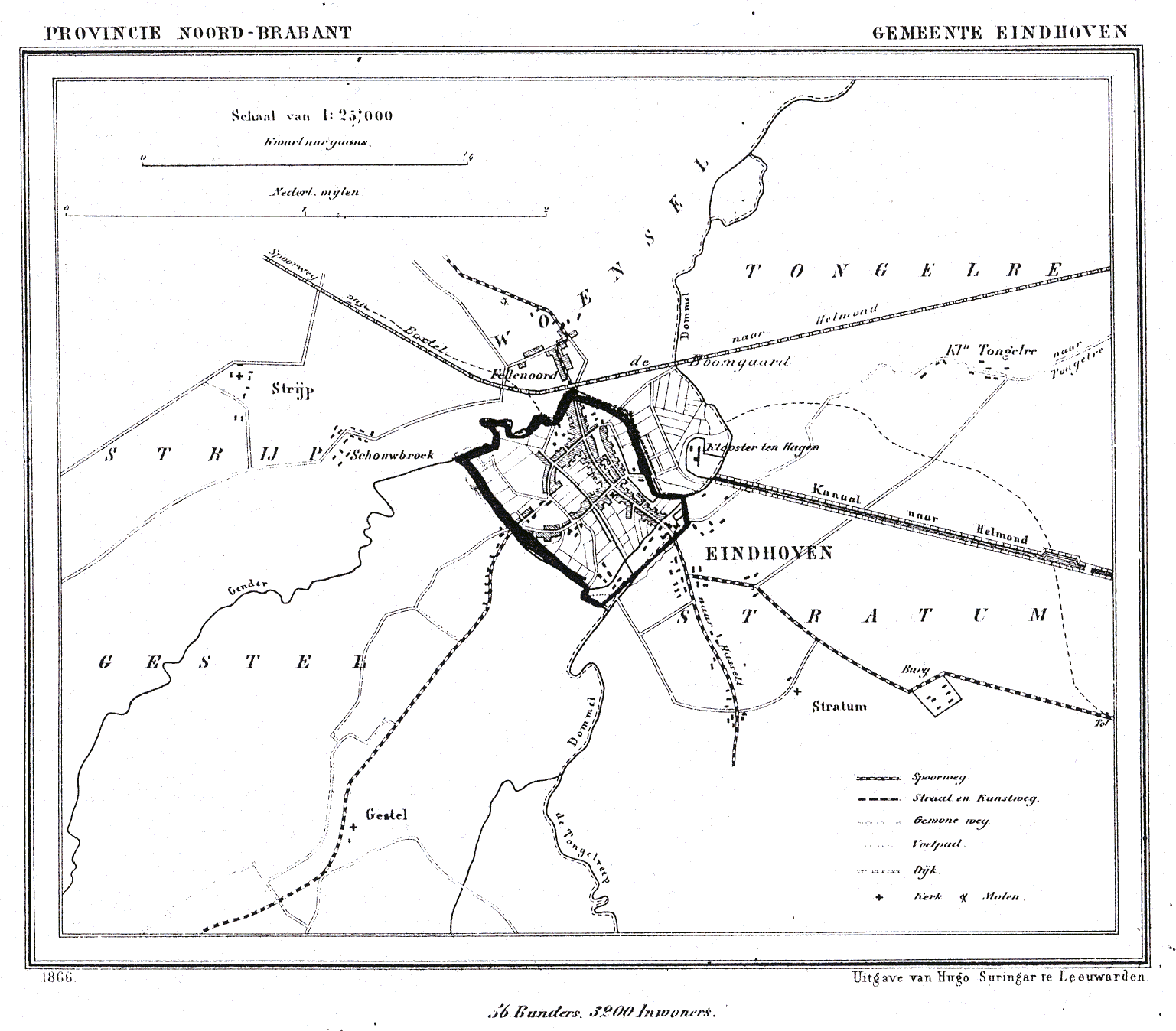
Het kleine stadje Eindhoven in 1866, te midden van de vijf omliggende dorpen die sinds 1920 stadsdelen zijn.

De gemeente Eindhoven was in de negentiende eeuw nog een klein streek-plaatsje, dat in 1866 slechts 3.200 inwoners telde, tegen 's-Hertogenbosch 23.250, Tilburg 18.000, Breda 15.193 en Helmond 5.800. Het maakte in de eerste helft en het midden van de twintigste eeuw een explosieve groei door en groeide binnen enkele decennia uit tot de grootste stad van de provincie.
In het interbellum was er een groot woningtekort voor de vele arbeiders. Dit was ook zo voor de omliggende gemeenten. Dit leidde tot de grote annexatie van 1920. Hierbij annexeerde de stad vijf omliggende gemeenten (Gestel en Blaarthem, Stratum, Strijp, Tongelre en Woensel), waardoor de gemeente ineens enorm vergroot werd, vooral qua oppervlakte, maar ook qua inwoneraantal, dat in dat jaar tot 47.946 zielen reikte. Op 1 januari 1940 had Eindhoven al 113.126 inwoners. Het schaarde zich daarmee al hoog op de ranglijst van grootste gemeentes in Nederland. In de volgende 75 jaar werd dit inwonertal verdubbeld. Allesbepalend voor deze ontwikkeling was de groei van het Philips-concern, van gloeilampenfabriek tot multinational en wereldspeler op het gebied van de elektronica. Sindsdien zijn er alleen kleinere annexaties en grenscorrecties geweest, waarbij een deel van de voormalige gemeente Geldrop en later een deel van de gemeente Veldhoven werden toegevoegd, dit laatste voor de bouw van de Vinexwijk Meerhoven.

### Tweede Wereldoorlog

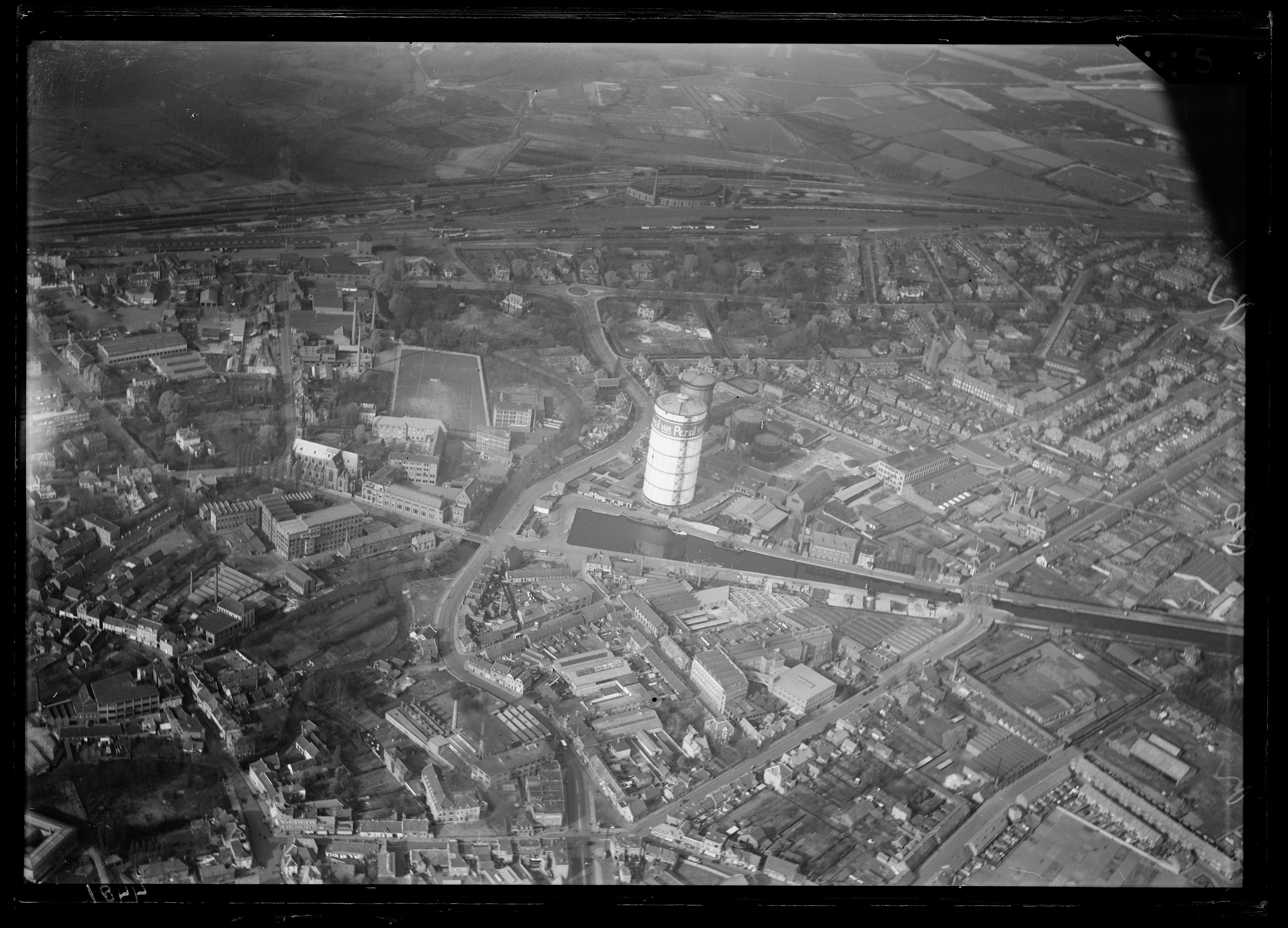
Luchtfoto van Eindhoven (1920-1940), Nederlands Instituut voor Militaire Historie.

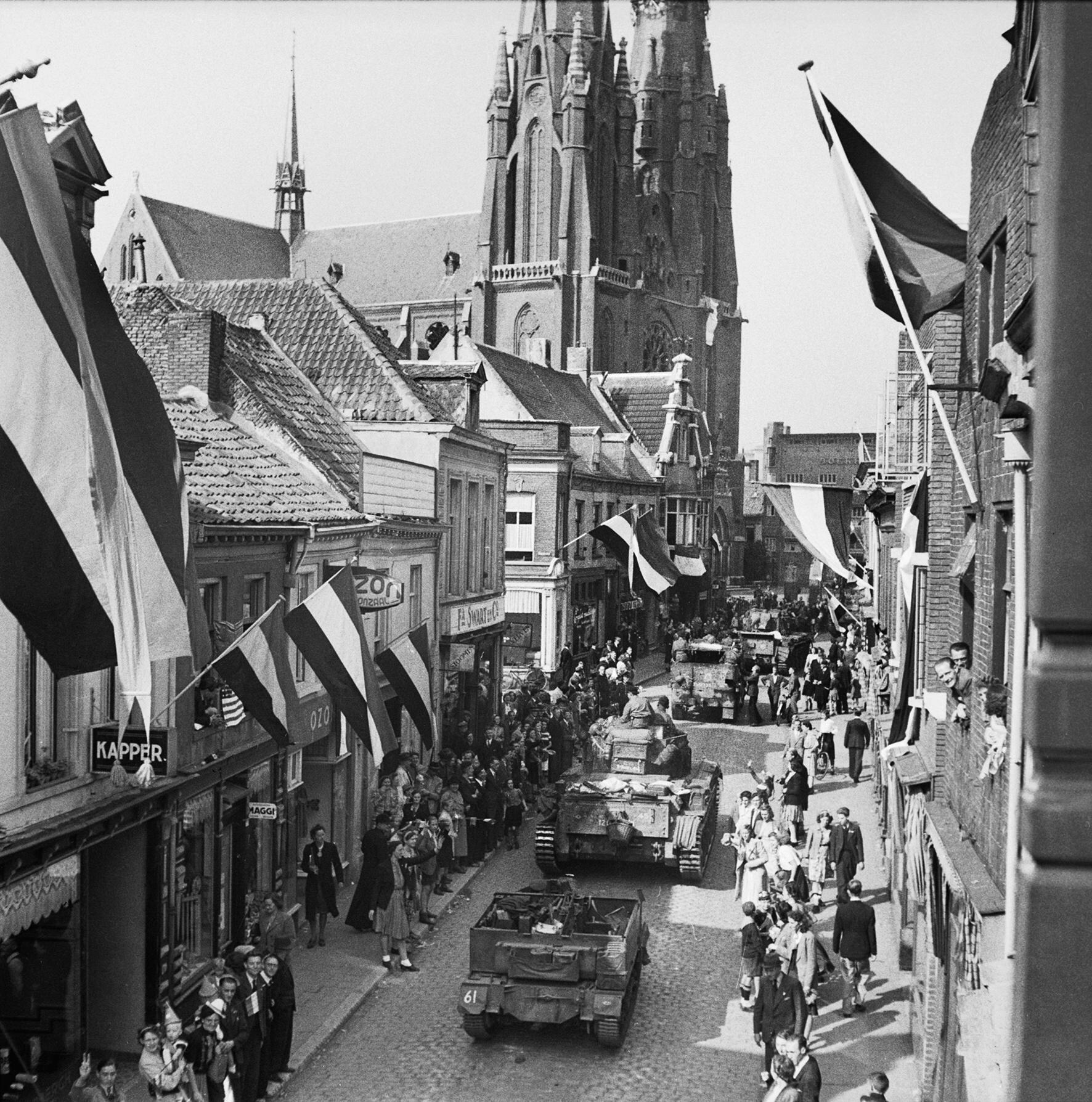
Stratumseind, daags na de bevrijding, op 19 september 1944

Op 18 september 1944 werd Eindhoven bevrijd door de geallieerden. De bevrijding was onderdeel van Operatie Market Garden. Een dag later voerde de Luftwaffe nog een bombardement op Eindhoven uit.
De bevrijding wordt elk jaar gevierd met de Lichtjesroute. Volgens de gegevens van het Joods Historisch Museum leefden er vóór de oorlog ongeveer 430 joden en in 1950 200.

### Eindhoven na WOII
Na de Tweede Wereldoorlog heeft de autofabriek DAF, hoewel vóór de oorlog opgericht, fors bijgedragen aan de expansie. In 2003 gaven ruim 9500 bedrijven in de regio werk aan bijna 130.000 mensen.

### Avondklokrellen
Maatregelen van het kabinet Rutte tegen de coronapandemie, o.a. door het instellen van een avondklok, lokten op 24 januari 2021 felle protesten uit die ontaardden in rellen met vernielingen en plunderingen. Ookwel bekend als de avondklokrellen. Hierbij werd het treinstation aan de centrumzijde vernield, werden auto's en fietsen in brand gezet en werd een supermarkt in het station geplunderd. Dit alles leidde tot een klopjacht op relschoppers in de maanden na de rellen. Relschoppers werden publiekelijk opgeroepen zich te melden bij de politie als ze dit niet binnen enkele dagen na de rellen zelf deden.

## Demografie

### Afkomst bevolking
In 2024 heeft 55,6% van de Eindhovense bevolking twee ouders die in Nederland zijn geboren; 30,1% heeft ten minste één ouder die in een "niet westers land" is geboren, en 14,3% heeft ten minste één ouder die in een "westers land" is geboren. De percentages verschuiven nog steeds wat verder: anno 2021 waren de verhoudingen aldus: 61,5% twee ouders in Nederland geboren; 22,8% ten minste één ouder in een "niet westers land" is geboren, en 15,8% ten minste één ouder in een "westers land" is geboren.

### Landen van herkomst in 2019/2020
| Herkomst                          | aantal in 2020 |
| --------------------------------- | -------------- |
| Turkije                           | 11.300         |
| Marokko                           | 6.753          |
| India                             | 4.183          |
| Arabische landen (m.u.v. Marokko) | 4.108          |
| Voormalige West-Indische koloniën | 6.671          |

## Geografie

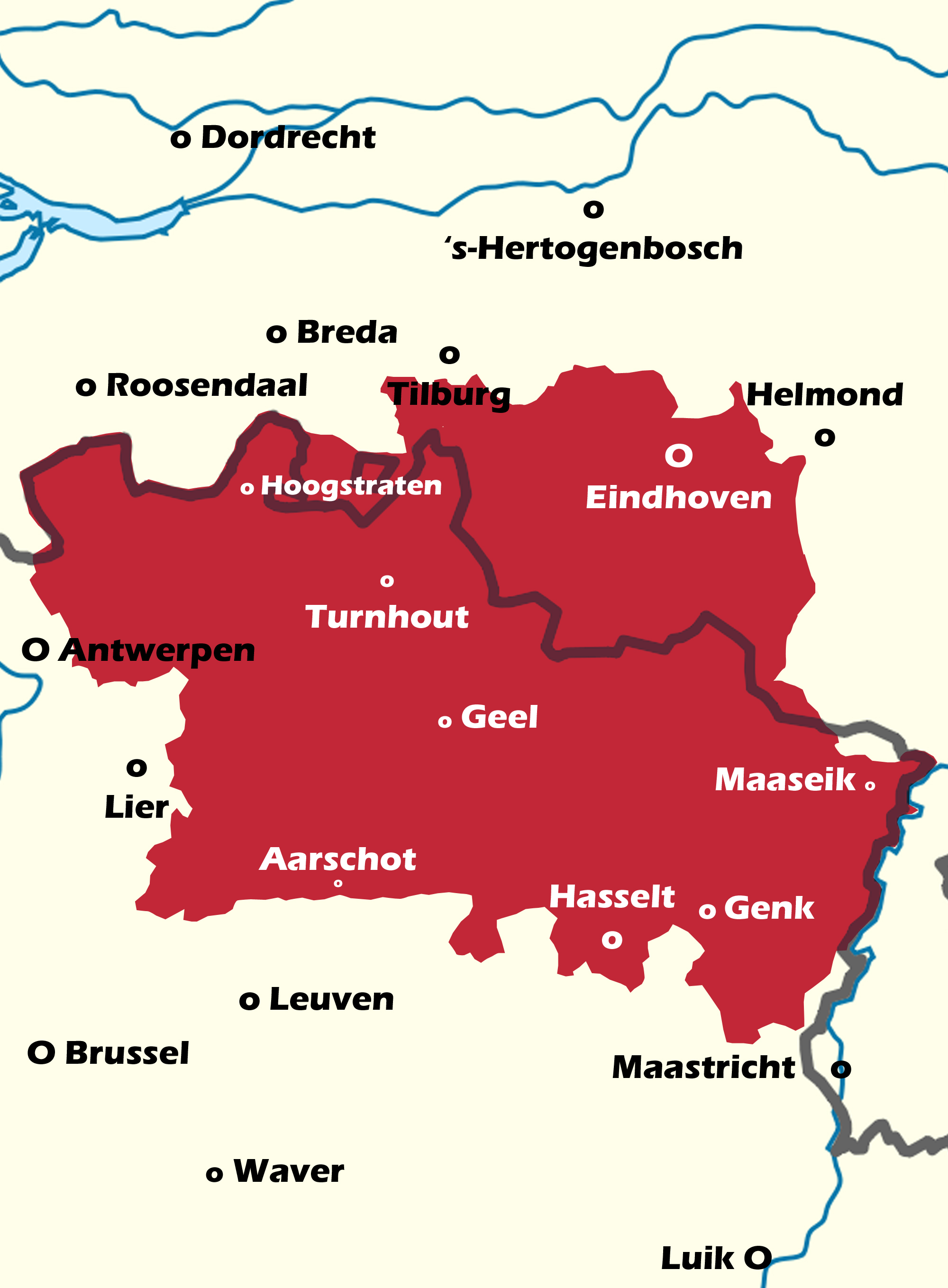
De ligging van Eindhoven gezien vanaf een ingezoomde overzichtskaart van De Kempen

Eindhoven ligt in de landstreek De Kempen, en is naast Bergeijk de enige plaats met stadsrechten in het Nederlandse deel van de streek, het aangebouwde Veldhoven niet meegerekend. Daarnaast is Eindhoven volgens het Woordenboek van de Brabantse dialecten gelegen in het spraakgebied van het Kempenlandse dialect, wat een klein onderdeel vormt van de Kempen streek zelf.

### Bestuurlijke indeling

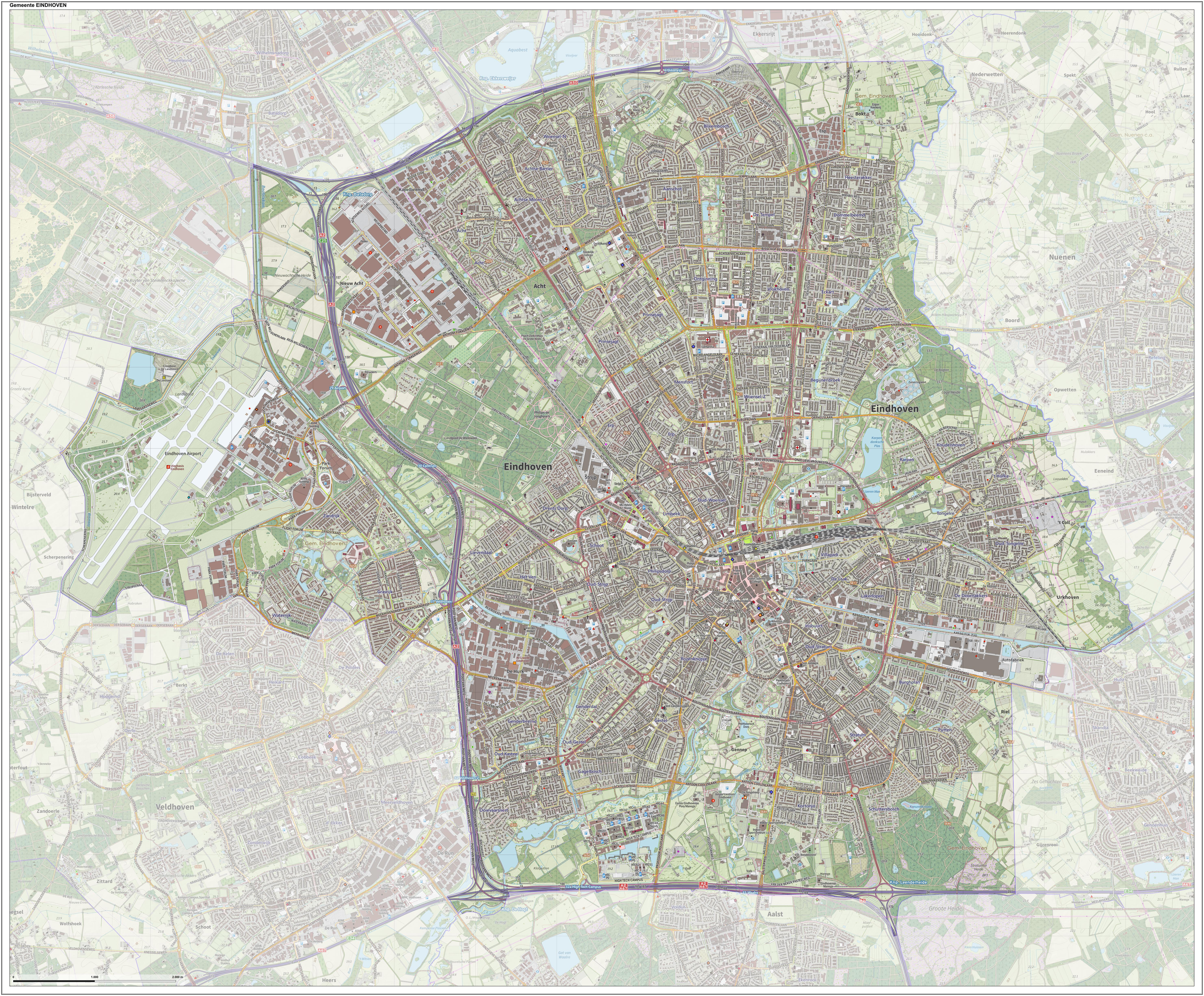
Topografische gemeentekaart van Eindhoven, september 2022.

De huidige gemeente is ontstaan op 1 januari 1994 toen een gedeelte van Veldhoven, waaronder het vliegveld, bij Eindhoven werd gevoegd. Hier werden enkele bedrijventerreinen en woonwijken gebouwd. Het gehele gebied wordt Meerhoven genoemd en valt onder het stadsdeel Strijp. Ook het kerkdorp Acht en gehuchten als Bokt en Riel vallen onder de gemeente Eindhoven, ieder bij hun eigen stadsdeel. De grootste verandering deed zich voor in 1920 toen de kleine gemeente Eindhoven (niet veel groter dan het centrum met zijn voormalige wallen) de buurgemeenten Woensel, Strijp, Stratum, Tongelre en Gestel annexeerde. Na die annexatie bedroeg het inwonertal ongeveer 45.000, ervoor ongeveer 4000. Op 15 februari 1999 bereikte Eindhoven het inwonertal van 200.000.
| Indeling | Inwonertallen                                                        |
| --- | -------------------------------------------------------------------- |
| Eindhoven bestaat uit de stadsdelen: 1. Centrum 2. Woensel-Noord 3. Woensel-Zuid 4. Tongelre 5. Stratum 6. Gestel 7. Strijp | \| Inwonertallen per statistische CBS-wijk in de gemeente (2007). \| |
| Inwonertallen per statistische CBS-wijk in de gemeente (2007).                                                              |                                                                      |

## Cultuur en recreatie

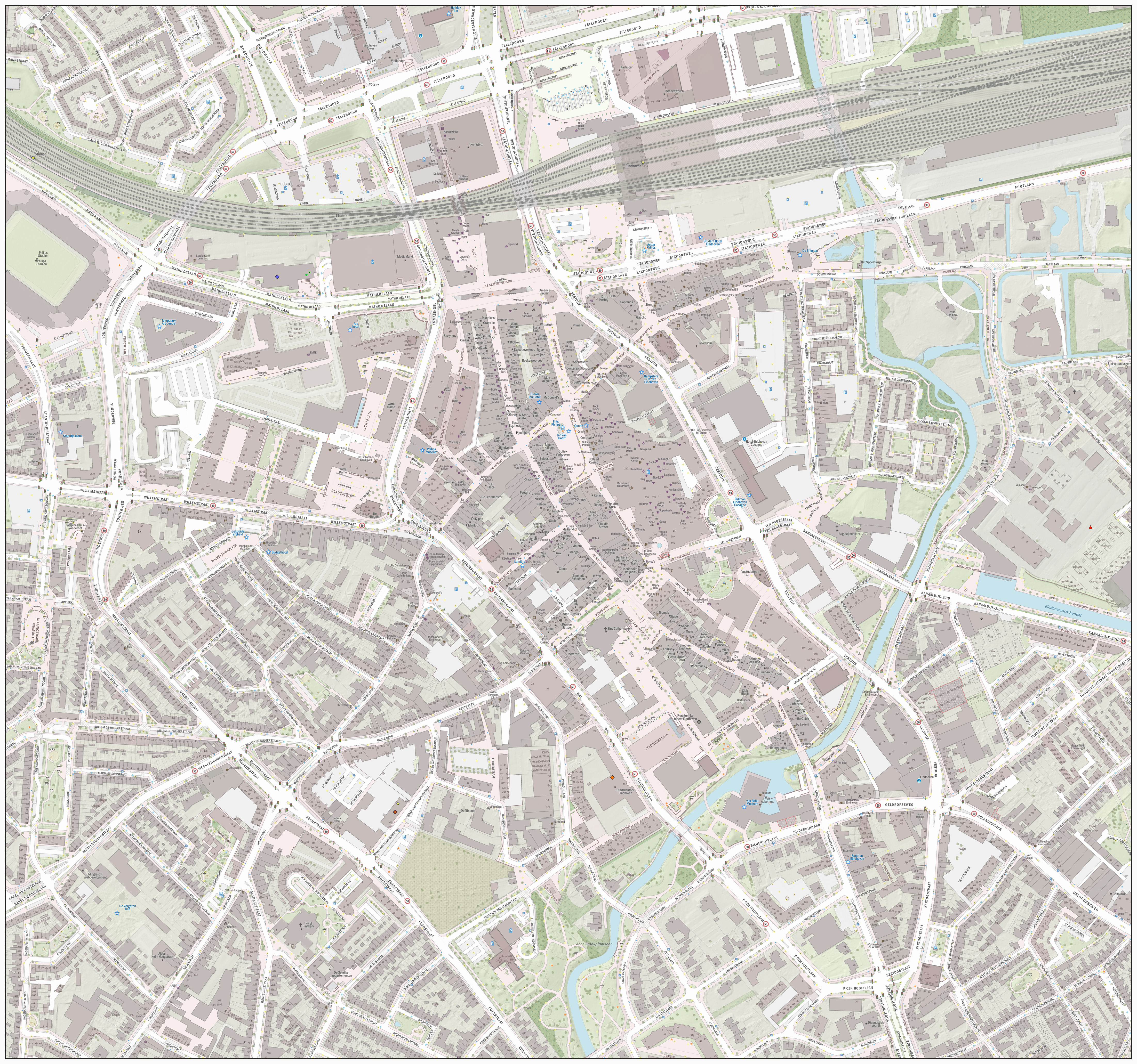
Detailkaart van het centrum van Eindhoven (2017), met bezienswaardigheden

### Uitgaansleven

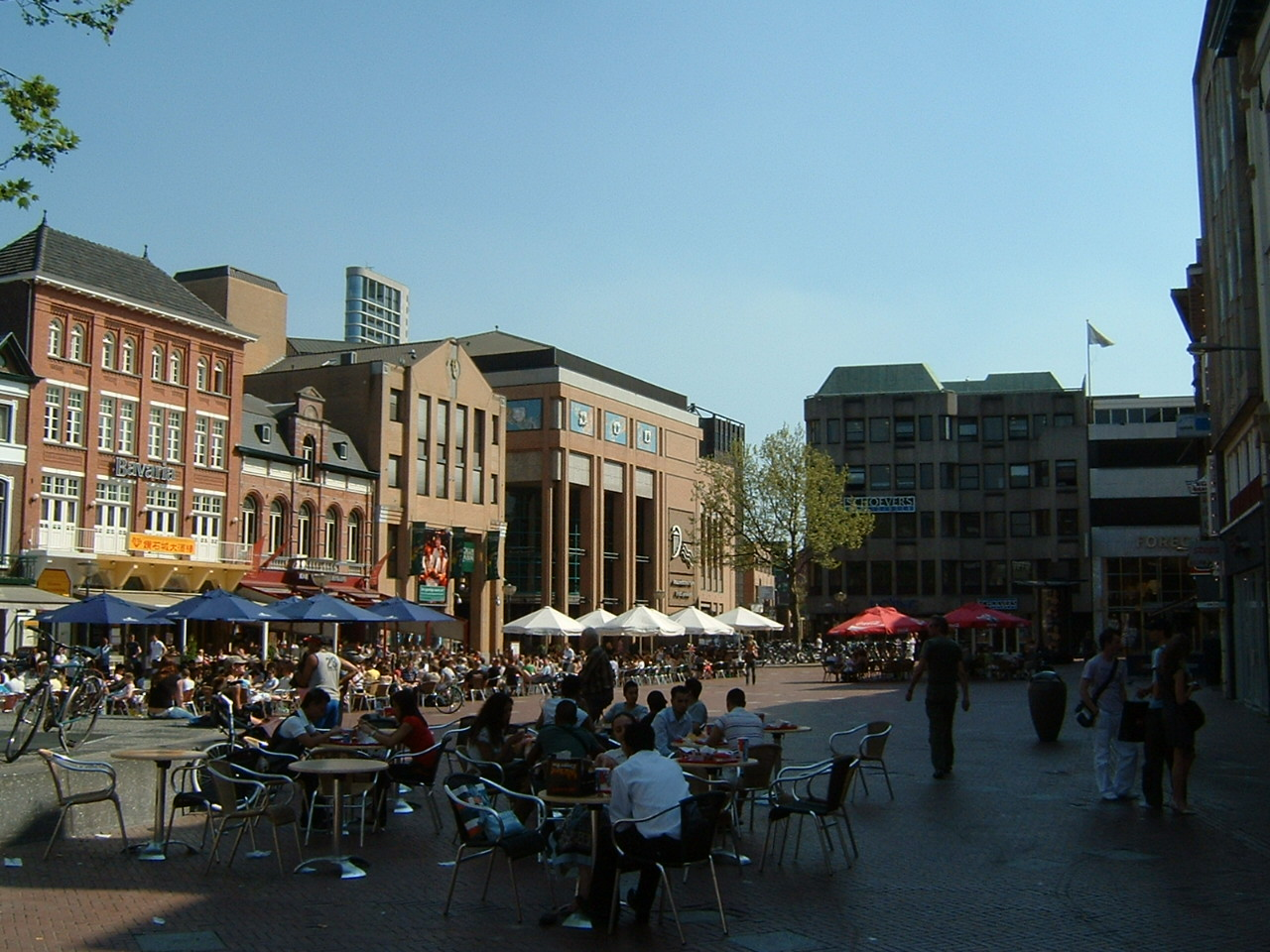
Markt

Centraal gelegen ligt de Markt met voornamelijk grand cafés en grote terrassen. Aan de zuidkant van het centrum ligt het Stratumseind, de langste caféstraat van Nederland met meer dan vijftig aaneengesloten (dans)cafés, kroegen en discotheken, met in het verlengde daarvan de Stratumsedijk. Discotheek De Danssalon werd door horecamagnaat Sjoerd Kooistra in 2006-2008 omgevormd tot een uiteindelijk geflopte vestiging van diens Drie Gezustersketen.
Bij het station op het Stationsplein zijn grand cafés, terrassen, restaurants, een discotheek en een bioscoop te vinden, net als in de Dommelstraat, een uitgaansgebied aansluitend op het Stationsplein met cafés, restaurants en een discotheek. Op het einde van die straat bevindt zich poppodium de Effenaar. In het gebied De Bergen, ten westen van het centrum, liggen onder meer het Wilhelminaplein met vooral bruine kroegen (vaak met liveoptredens) en terrassen en de Grote Berg en de Kleine Berg met onder meer bruine kroegen, cafés, grand cafés en restaurants.

### Architectuur

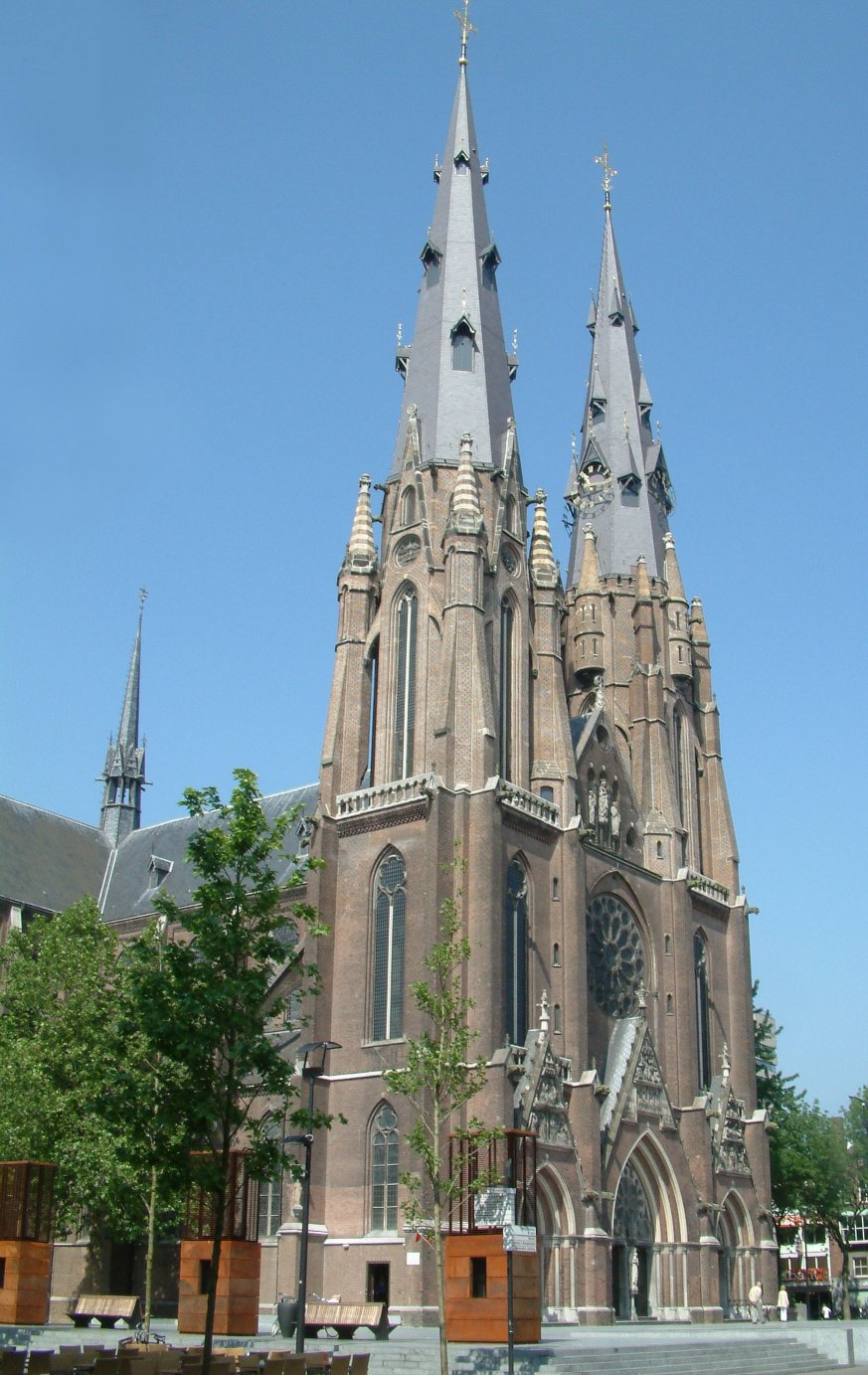
Sint-Catharinakerk

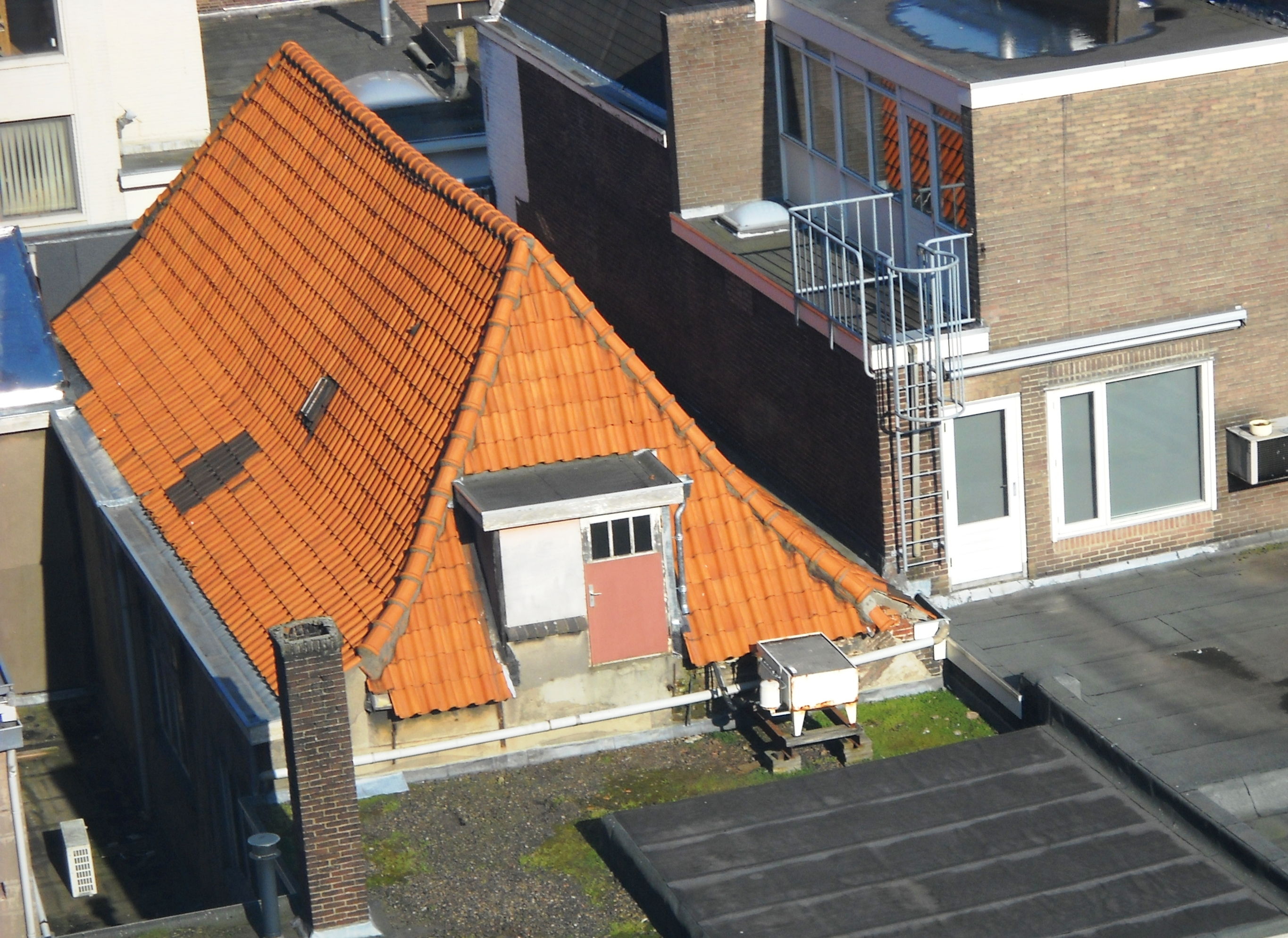
De Rechtestraat 14 te Eindhoven van bovenaf, gebouwd rond 1600.

Eindhoven telt meer dan 150 rijksmonumenten, waaronder een groot aantal historische bouwwerken. Het gebied de Bergen is nog in zijn oude staat, maar op andere plaatsen in de stad zijn bezienswaardige historische panden te bezoeken. Met name de industriële revolutie, die aanvankelijk door textiel-, sigaren- en luciferfabrieken, en later voornamelijk door Philips in de stad teweeg is gebracht, is de moeite van het verdiepen waard. Andere hoogtepunten zijn de Sint-Catharinakerk (1867) en de Heilig Hart of Paterskerk (1898).
Het hoogste gebouw van Eindhoven is de Admirant, een woontoren van 105 meter hoog, die naast het eerste gloeilampenfabriekje van Philips staat. Een andere plaats waar "oud en nieuw" samenkomen is bijvoorbeeld het Van Abbemuseum met een zeer moderne aanbouw. Ook op andere gebieden van moderne architectuur is er veel te zien in Eindhoven, zoals het Evoluon.
Veel hoogbouw in Eindhoven is ontwikkeld in de periode vanaf 2000. De Regent was in 1999 het eerste gebouw dat zich, voor Nederlandse begrippen, hoogbouw kan noemen. Daarna zijn er in de stad onder meer de Kennedytoren (kantoren), de Vestedatoren, Porthos en De Admirant (alle voornamelijk woningen) verrezen. Bouwprojecten die in uitvoering zijn, zijn onder meer het voormalige Philipsfabrieksterrein Strijp-S, 27 hectare groot, dat omgebouwd wordt tot een gebied om te wonen, te werken en te recreëren. De laatste oplevering hiervan staat gepland voor 2020. Tevens is een 25 meter hoge "Blob" gebouwd bij het 18 Septemberplein.
Minder bekend is dat er in de binnenstad van Eindhoven nog een handvol panden van voor 1800 te vinden is. Deze zijn meestal verborgen achter nieuwere gevels of zijn dusdanig verbouwd dat het pand niet meer als oud oogt. Voorbeelden hiervan zijn Rechtestraat 49, Rechtestraat 14 en Stratumseind 49.

### Monumenten
Verschillende delen van Eindhoven zijn een beschermd stadsgezicht: Het Witte Dorp, Philipsdorp, Villapark Den Elzent en Villapark Tongelre. Verder zijn er in Eindhoven meer dan honderd rijks-, gemeentelijke en oorlogsmonumenten, zie:
- Lijst van rijksmonumenten in Eindhoven
- Lijst van gemeentelijke monumenten in Eindhoven
- Lijst van oorlogsmonumenten in Eindhoven
- Lijst van Stolpersteine in Eindhoven

### Parken
Naast bezienswaardige bouwwerken kent Eindhoven veel parken en plantsoenen. Eindhoven is de groenste stad van de grootste vijf steden van Nederland en de groenste binnen de vijf grootste Brabantse steden. Ongeveer een derde van alle openbare ruimte in Eindhoven is "groen". De oppervlakte groen berekend per woning is bijna 100 m². Enkele grote parken in Eindhoven zijn het Stadswandelpark, de Genneper Parken, het Philips van Lenneppark, het Philips de Jongh Wandelpark en het Henri Dunantpark. Ook om de Karpendonkse Plas is er een groen gebied. Verder loopt door Eindhoven De Dommel (ook wel Dommelzone genoemd). In Gestel is dit een groenzone met vijvers. Ook vindt men hier veel wandel- en fietsroutes. Het is een vrij groot gebied dat tussen Eindhoven, Aalst (Noord-Brabant) en Veldhoven ligt.

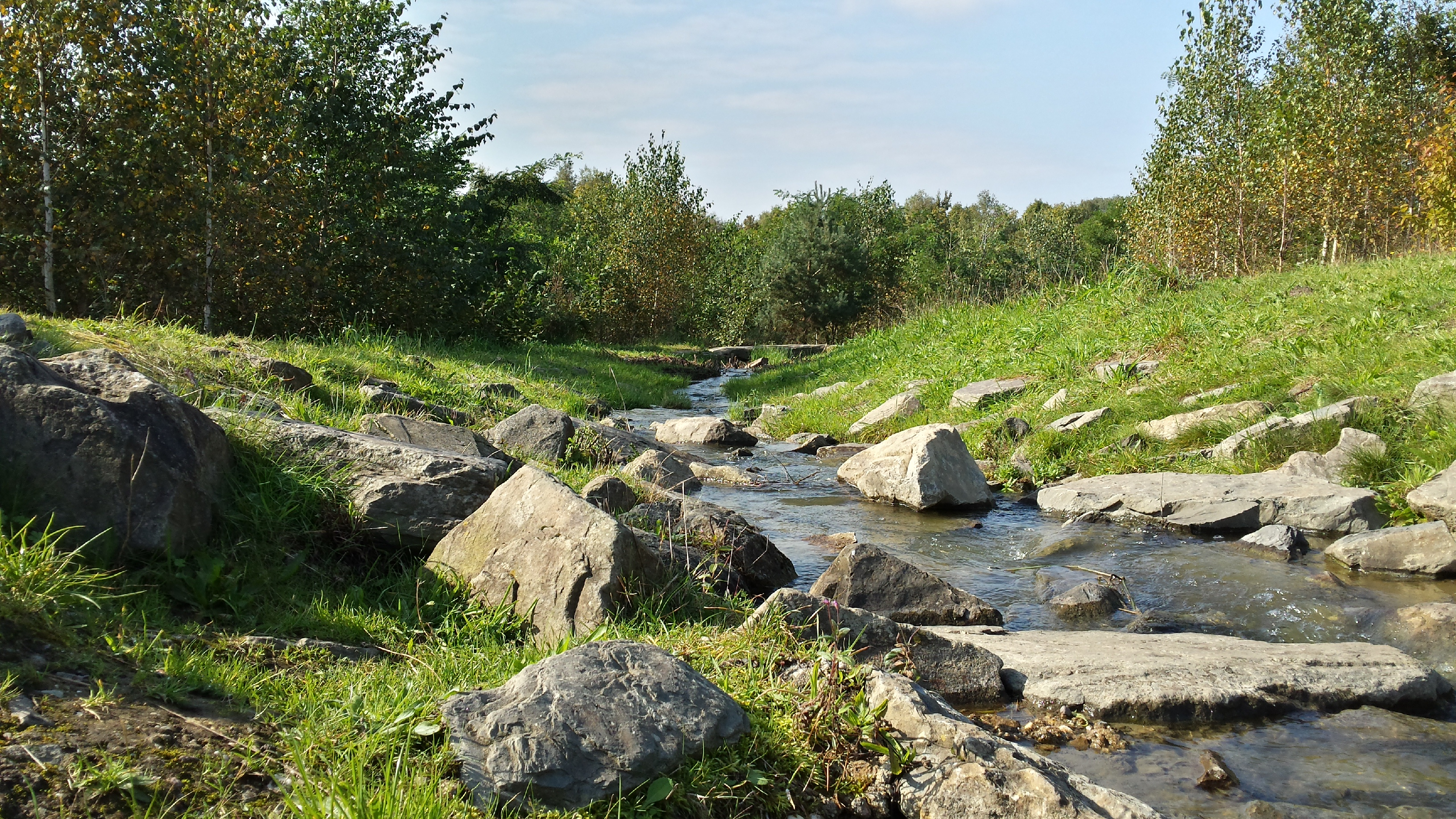
Aangelegde natuur in Eindhoven - Meerhoven

### Kunst in de openbare ruimte
In en om de parken is er veel kunst te zien. Zo zijn er meer dan dertig moderne kunstuitingen te bewonderen in het stadswandelpark. Verder zijn er verspreid over de stad nog veel kunstwerken te zien zoals de Flying Pins aan de zuidkant van de Kennedylaan, die door de kunstenaars Claes Oldenburg en Coosje van Bruggen als bowlingbaan werd beschouwd.
Daarnaast zijn er ook enkele standbeelden te bewonderen, zoals op de Markt, waar het beeld staat van Jan van Hooff, vervaardigd door Auke Hettema in 1992. Daar bevindt zich ook een beeld van Frits Philips, gemaakt door Kees Verkade. Het standbeeld van de vader van Frits Philips, Anton Philips, staat voor het station.

### Musea

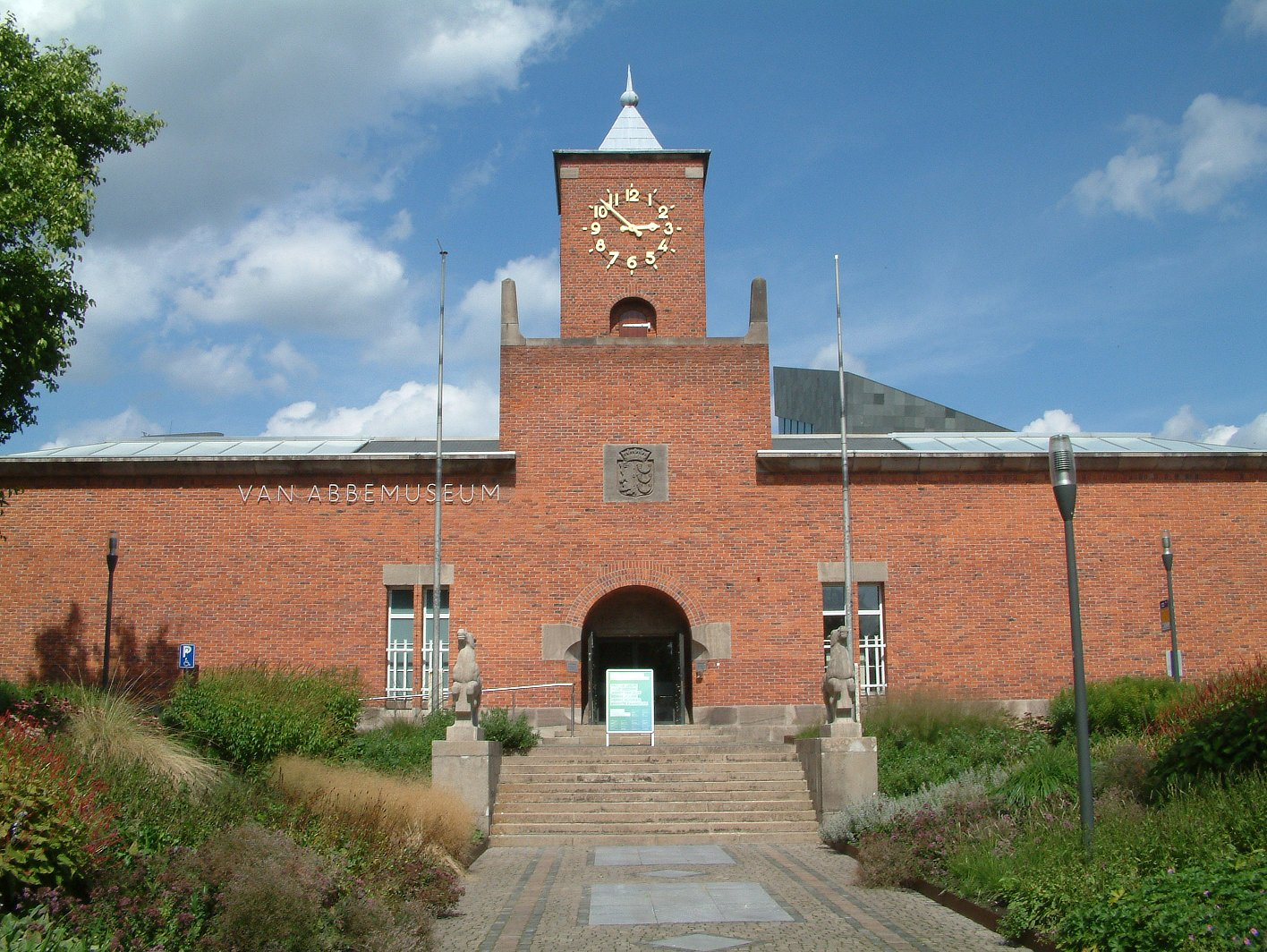
Van Abbemuseum

Er is meer kunst in de open lucht te zien in het preHistorisch Dorp. Dit museum ligt in de Genneper Parken en is een openluchtmuseum met de ijzertijd en de middeleeuwen van Brabant als thema. Het preHistorisch Dorp is onderdeel van Eindhoven Museum. Dit museum trekt na het Van Abbemuseum de meeste bezoekers. Het Van Abbemuseum is een museum voor moderne en hedendaagse kunst, dat werken van onder meer Picasso, Kandinsky, Chagall en Mondriaan in de collectie heeft. Automobielen van DAF zijn te vinden in het DAF Museum en de gloeilampen van Philips in het Philips Gloeilampenfabriekje anno 1891. Naast het Philips Gloeilampenfabriekje ligt het museum Centrum Kunstlicht in de Kunst. In de Steentjeskerk zit Museum Kempenland, een streekmuseum over volkskunde, schilderkunst en beeldhouwkunst van Noord-Brabantse kunstenaars. In het voormalige gebouw van het Kantongerecht (van wederopbouwarchitect Jo Kruger) is het Designhuis gevestigd, een podium en ontmoetingsplaats op het gebied van design en innovatie. Het beheer en presentatie van de collectie wordt nu verzorgd door Eindhoven Museum. Een klein museum is het Inkijkmuseum aan de Dommelstraat, dat wisselende tentoonstellingen biedt die door de ramen bezichtigd kunnen worden. In totaal trekken de Eindhovense musea ongeveer 186.000 bezoekers.

### Theater en muziek

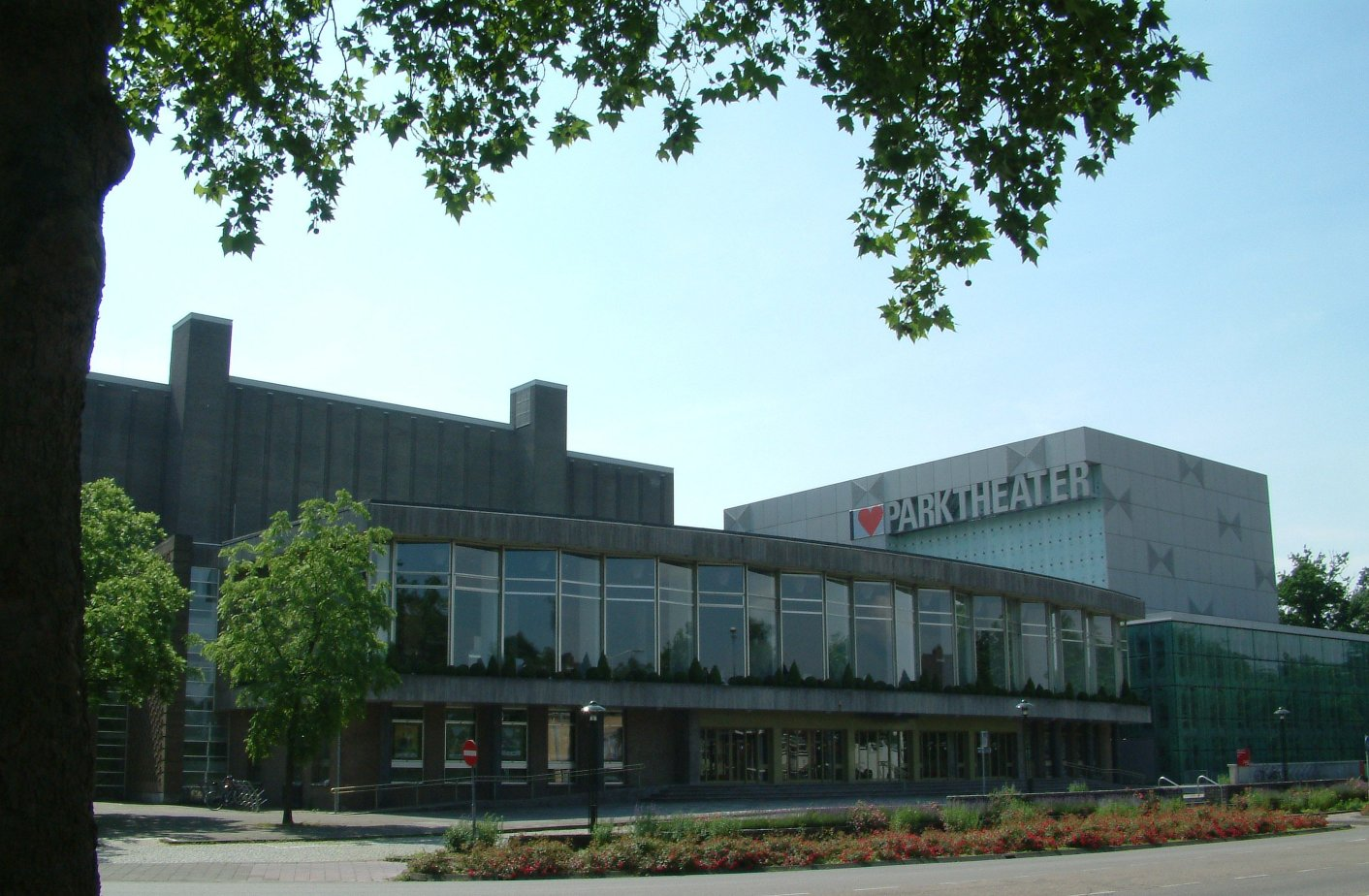
Parktheater Eindhoven

Met het Parktheater beschikt Eindhoven over een van de grotere theaters van Nederland. Dit theater dankt zijn naam aan zijn ligging, direct naast het Stadswandelpark. Het heeft drie zalen, waarvan de grootste zaal geschikt is voor maximaal 950 bezoekers. Jaarlijks trekt het theater ongeveer 300.000 bezoekers. Een andere locatie op het gebied van onder meer cultfilms en toneel is het Plaza Futura. Ook op muziekgebied kent Eindhoven diverse locaties voor deze kunstuiting. Dit kan in het eerder genoemde theater, maar met de Effenaar, een poppodium, en Muziekcentrum Frits Philips herbergt Eindhoven twee locaties die specifiek in het teken staan van muziek. Beide muziekcentra trekken jaarlijks meer dan 150.000 bezoekers. In het centrum bevindt zich ook het TAC (Temporary Art Centre), een culturele broedplaats met ruimte biedt voor circa 80 ateliers en een podium vormt voor onder andere muziek, beeldende kunst, theater en film. Bovendien worden het beursgebouw, het Klokgebouw en het Philips Stadion gebruikt voor muziekoptredens.

### Wandelingen
Het Hertog Hendrikpad is een wandelroute rond Eindhoven.

### Evenementen
Elk jaar vinden er diverse evenementen plaats in Eindhoven, bijvoorbeeld in augustus Park Hilaria. In het najaar zijn er onder meer de Lichtjesroute rond 18 september (Bevrijdingsdag van Eindhoven), in oktober wordt jaarlijks de Dutch Design Week georganiseerd en in november vindt het internationale lichtfestival GLOW plaats in Eindhoven. In de winter verandert Eindhoven in Eindhoven Winterstad. Op sportgebied is de Marathon Eindhoven een van de grootste evenementen. De gemeente Eindhoven heeft een apart budget voor evenementen. Veel evenementen in Eindhoven worden opgezet door stichting City Dynamiek Eindhoven. City Dynamiek Eindhoven is een samenwerkingsverband tussen de gemeente en vertegenwoordigers van private partijen, zoals onder meer horeca en detailhandel. In 2014 werd de Roze Zaterdag in Eindhoven gehouden.

## Religie
Vanouds was Eindhoven overwegend katholiek. Dit uitte zich niet alleen in tal van rooms-katholieke kerkgebouwen, maar ook in andere instituties zoals kloosters, ziekenhuizen en katholieke scholen. De komst van bedrijven, met name Philips, heeft daar verandering in gebracht. Veel mensen uit Noord-Nederland, zoals uit Drenthe, kwamen naar Eindhoven om daar in de fabriek te werken. Hierdoor vestigden zich tal van protestantse denominaties. Door de internationalisering kwamen daar nog diverse religies van binnen en buiten Europa bij zoals Oosters-orthodoxe kerkgenootschappen, Anglicanisme, en Islam. Los daarvan werden ook Vrijmetselaarsloges en afdelingen van de Maatschappij tot Nut van 't Algemeen opgericht. Verder was er vanouds een belangrijke Joodse gemeenschap.

### Katholieke instituties
Eindhoven, inclusief de geannexeerde dorpen, kennen een groot aantal rooms-katholieke kerkgebouwen. Vanaf de jaren 80 van de 20e eeuw werden vele daarvan weer buiten gebruik genomen. Parochies werden samengevoegd. Sommige kerkgebouwen werden gesloopt, andere kregen een nieuwe functie.
Naast rooms-katholieke parochies is er ook een Oudkatholieke parochie, de Maria Magdalenaparochie, die omstreeks 1945 is ontstaan en sinds 2011 in de Pauluskerk haar diensten organiseert.
Vanaf de middeleeuwen is vooral het Augustijnenklooster bekend. Na de Vrede van Munster (1648) werden de kloosters opgeheven. Vanaf de 19e eeuw werden vele kloosters gesticht, in totaal waren het er 37 in het gebied Groot-Eindhoven. Veel van deze kloosters vervulden een maatschappelijke functie: onderwijs, ziekenzorg en bejaardenzorg. Gedurende de laatste decennia van de 20e eeuw werden de meeste van deze kloosters weer gesloten en werd de maatschappelijke functie door, vaak seculiere, onderwijs- en zorginstellingen overgenomen.
Het katholiek kleuter- en basisonderwijs telde vele scholen, aanvankelijk vaak niet-gemengde jongens- en meisjesscholen. Voortgezet onderwijs voor jongens zag men in internaten, waar gymnasiumopleidingen werden aangeboden die aanvankelijk vaak de functie van kleinseminarie hadden, dus ook voorbereidden op een functie als priester, missionaris of monnik. Een voorbeeld was het Augustinianum, dat al in 1898 begon. Het Sint-Joriscollege en Sint-Catharinacollege startten in 1918 en boden onder meer hbs-opleidingen aan.
Een katholiek geïnspireerd ziekenhuis was het Binnenziekenhuis, opgezet vanuit de Sint-Catharinaparochie, dat al vanaf 1843 functioneerde. In 1973 werd het Catharinaziekenhuis als opvolger in gebruik genomen. In 1932 werd een tweede katholiek ziekenhuis, het Sint-Jozefziekenhuis, in gebruik genomen, dat in 2002 met het (van oorsprong protestantse) Diaconessenhuis fuseerde tot Máxima Medisch Centrum.

### Protestantse instituties

#### Hervormd
Na de teruggaaf tijdens de Franse tijd van de in 1648 genaaste kerken aan de katholieken betrokken de hervormden in 1813 de Tenhagestraatkerk in het centrum van Eindhoven. Deze werd in 1962 afgebroken. De komst van Philips en de toevloed van medewerkers vanuit noord-Nederland leidde tot de behoefte aan kerkgebouwen van diverse protestantse denominaties.
Tot de nieuwere hervormde kerkgebouwen behoorden: Schootsekerk (1934), Tivolikerk (1948), Opstandingskerk (1955), Adventskerk (1960), Morgensterkerk (1967) en Ontmoetingskerk (1968).
Tot de hervormden behoorde ook de Waalse gemeente, die van 1966-1979 een eigen kerkgebouw bezat.

#### Gereformeerd
De gereformeerden betrokken hun eerste kerkgebouw in 1911. Dit was de Oosterkerk, de latere Immanuëlkerk. Daarna volgden de Westerkerk (1929 een houten gebouw, in 1953 een stenen gebouw, de Maranathakerk). Ten slotte de Petrakerk (1956) en de Emmaüskerk (1962).
Vanwege de kerkenfusie van Hervormden en Gereformeerden tot PKN, én door de ontkerkelijking, werden een aantal van deze gebouwen afgestoten. Soms kwamen hier andere kerkgenootschappen in, andere kregen een seculiere functie.

#### Protestantse scholen en ziekenhuizen
In Eindhoven werden diverse basisscholen op protestants-christelijke grondslag gesticht. Daarnaast ontstonden scholen gericht op beroepsonderwijs, zoals een huishoudschool. Een hbs startte in 1955, en daaruit ontstond het Christiaan Huygens College.
Een ziekenhuis op protestants-christelijke grondslag, het Diaconessenhuis, ontstond in 1933. In 2012 fuseerde dit met het Sint Josephziekenhuis tot het Máxima Medisch Centrum.

#### Overige protestantse denominaties
- Nederlandse Gereformeerde Kerk, sinds 1973 in de Jacobuskerk
- Nederlandse Gereformeerde Kerk, kerkgebouw sinds 2014 in de Emmaüskerk
- Christelijke Gereformeerde Kerk, sinds 1974 in de Schootsekerk
- Doopsgezinde Gemeente, vanaf 1936, huidige kerk van 1952
- Remonstrantse Kerk, vanaf 1931, sedert 1950 in eigen kerkgebouw
- Baptisten, vanaf 1925, huidige Baptistenkerk van 1956
- Vergadering van Gelovigen, vanaf 1920, sedert 1977 in De Bron
- Pinkstergemeente Eindhoven, sedert 1995 in de Maranathakerk
- Nieuw Apostolische Kerk, vanaf jaren 20 van de 20e eeuw, sedert 1958 in eigen kerkgebouw
- Volle Evangelie Gemeenten, De Lichtstad, vanaf 1984 in de Tivolikerk, vanaf 2005 in De Fontein en in De Akker
- Chinese Christian Church, vanaf 1976, sedert 2007 in de Onze-Lieve-Vrouw-van-Fatimakerk
- Jehovah's Getuigen, met Koninkrijkszaal aan de Generaal van der Duynlaan
- Anglicanen, in de Trinity Church te Aalst

### Orthodox
- Koptisch-Orthodoxe Kerk, sedert 1997 in de Opstandingskerk
- Sint-Nektariosparochie, sedert 1988 (Orthodoxe Kerk van Constantinopel)

### Joods
De Joodse gemeenschap in Eindhoven beschikte sinds 1747 over een begraafplaats te Woensel, en vanaf 1810-1941 over een synagoge. In 1958 kwam een nieuwe huissynagoge tot stand. In 2017 werd een rabbijn aangesteld.

### Islam
De Islam beschikt over meerdere moskeeën, waarvan de (Turkse) Fatih-moskee van 1989 te grootste is. Daarnaast is er de (Marokkaanse) Al-Fourqaanmoskee aan de Otterstraat. Voorts zijn er de Anwar-E-Madinah moskee op het Kastelenplein en de Arrahmaan moskee aan de Visserstraat.
Ook kent Eindhoven een islamitische basisschool, namelijk Tarieq Ibnoe Ziyad aan de Frankrijkstraat.

### Soefisme
De Soefi beweging komt bijeen in het Soefi Centrum Eindhoven.

### Sikhisme
Vanaf 2018, voorlopig in dorpshuis Acht.

### Hindoeïsme
Sedert 1985 is er een mandir (tempel) aan de Vlokhovenseweg, in een voormalige basisschool: de Shi Shiv Mandir. Ook is er een mandir aan de Tongelresestraat: de Triloki Dhaam Mandir. Aan de Zeelsterstraat zetelt Hare Krishna (ISKCON).

### Vrijmetselarij
Reeds einde 18e eeuw was er sprake van enige vrijmetselarij in Eindhoven, maar in 1931 werd de loge Licht en Vrijheid opgericht en kreeg de vrijmetselarij in Eindhoven aldus een officiële status. Tijdens de Tweede Wereldoorlog was de vrijmetselarij verboden door de bezetter. Na de bevrijding werd de activiteit weer voortgezet. Begin 21e eeuw bestaan er vier loges: Licht en Vrijheid, Rosa Alba (gesticht in 1954), Het Derde Licht (gesticht in 1969), en De Vier Jaargetijden (gesticht in 2013). Het totale aantal vrijmetselaren bedraagt (omstreeks 2020) ruim 100.
Verwant aan de Vrijmetselaars zijn de Odd Fellows. Dezen hebben twee loges: de Evolutie Loge en de Marie Curie Rebekkahloge, beide aan de Meerkollaan.

## Economie

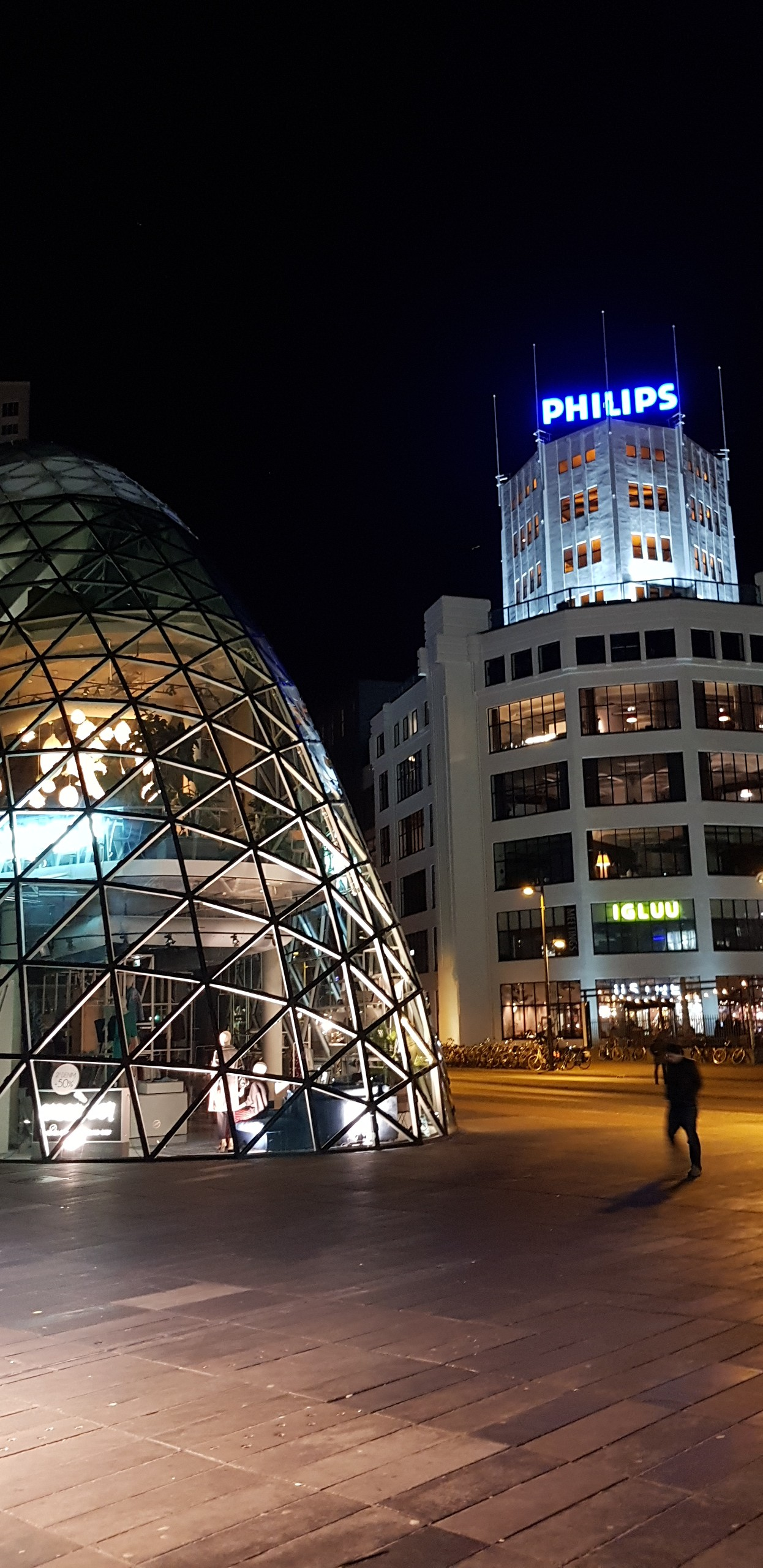
De Philips Lichttoren in 2018 met op de voorgrond de "blob"

### Bedrijven
Ook buiten de multinational Philips en het DAF-concern heeft Eindhoven van oudsher een sterke industriële traditie gekend. Vanaf 1870 speelde de luciferfabricage in Eindhoven een belangrijke rol. In 1885 had de luciferfabriek Mennen & Keunen 900 mensen in dienst, vaak in de vorm van huisarbeid. De luciferfabriek was op dat moment de grootste werkgever van de stad en produceerde voor de hele wereld. Andere industriële sectoren waren textielindustrie, sigarenindustrie en hoedenfabricage. Deze hadden zich vanaf het begin van de 19e eeuw ontwikkeld, maar de meeste fabrieken in deze sectoren zijn na de Tweede Wereldoorlog verdwenen. De textielindustrie kwam op vanuit de gilden en de aanwezigheid van waterkracht en ook de hoedenindustrie kende wortels die teruggaan tot de 18e eeuw. Voorts speelde de aanwezigheid van huisnijverheid, goedkope arbeidskrachten en dito grond een belangrijke rol.
Vanaf 1891 kwam Philips op en de vrachtwagenfabrikant DAF heeft, vanaf ongeveer 1930, enorm bijgedragen aan de werkgelegenheid van Eindhoven. Sedert omstreeks 1980 heeft Philips zich grotendeels uit Eindhoven teruggetrokken, hoewel de kenniscentra van Philips Lighting en Philips Research in Eindhoven zijn gebleven.
Toeleveringsbedrijven en verzelfstandigde onderdelen van Philips hebben in Eindhoven en omgeving veel nieuwe werkgelegenheid gebracht, met name op het gebied van hoogwaardige technologie. Het grootste van deze bedrijven is ASML te Veldhoven, dat chipmachines maakt. Ook de VDL Groep is voortgekomen uit een toeleveringsbedrijf van Philips.

### Technologie
Eindhoven fungeert als het centrum van technologie in het zuiden van Nederland. De grootste uitgaven en meeste patentaanvragen komen vanuit Eindhoven, voornamelijk van Philips. Tevens is in Eindhoven de High Tech Campus Eindhoven gevestigd, waar bedrijven als Philips en IBM letterlijk naast elkaar zitten. Van al het geld dat in Nederland besteed wordt aan ontwikkeling en onderzoek gaat een derde naar Eindhoven en omgeving. De leus van de gemeente, leading in technology, is hierop gebaseerd. 
Onder burgemeester Rein Welschen (1992-2003) kwam de grensoverschrijdende triple helix-samenwerking tot stand, de driehoek van innovatieve centra van kennis en industriële toepassing Eindhoven - Leuven - Aken. In dit kader werd onder meer een commissie 'Regionale Verkenningen' geïnstalleerd. Specifiek voor de regio Zuidoost-Brabant werd de stichting Brainport in het leven geroepen. Dit was eveneens een tripartiet samenwerkingsverband tussen bedrijven, kennisinstellingen en overheden. 
In 2011 werd de regio Eindhoven door het Intelligent Community Forum uitgeroepen tot "slimste regio ter wereld".

### Winkelen
Vooral in het centrum in de binnenstad concentreren zich de winkels. Het winkelgebied in het centrum beslaat de volgende delen:
- De Demer, Rechtestraat, Vrijstraat, Hermanus Boexstraat, Hooghuisstraat, Nieuwstraat en de pleinen 18 Septemberplein, Catharinaplein en Markt maken deel uit van het kernwinkelgebied, daar waar de grotere winkelketens zich vooral gevestigd hebben.
- Grote overdekte winkelcentra in de binnenstad zijn de Heuvel (voorheen Heuvel Galerie) direct naast de Markt en het in 2005 heropende winkelcentrum Piazza aan het 18 Septemberplein.
- Later is het winkelcentrum Rond de Admirant met de Nieuwe Emmasingel toegevoegd. Hier staat de Blob, een futuristisch gebouw aan de kop van het 18 Septemberplein.
- De Bergen is een buurt direct naast het bovengenoemde kernwinkelgebied. Hier zijn vooral antiek- en speciaalzaken te vinden. Dit gebied is vanuit het kernwinkelgebied te bereiken via de Vrijstraat of Hooghuisstraat.

Buiten het centrum is in het stadsdeel Woensel Noord het Winkelcentrum Woensel te vinden. Met 160 winkels is dit gebied het grootste wijk-winkelcentrum buiten de Randstad. Veel multiculturele winkels zijn te vinden op de Kruisstraat en de Woenselse Markt.

## Media
Wat betreft de gedrukte media is het Eindhovens Dagblad een dagblad dat verschijnt in Samenwerkingsverband Regio Eindhoven. Behalve een binnenlands en buitenlands katern richt de krant zich op de regionale nieuwsvoorziening. De oplage van de krant bedraagt ruim 110.000 exemplaren. De hoofdredactie van het blad is gevestigd in Eindhoven. Naast het Eindhovens Dagblad heeft Eindhoven nog een wekelijks huis-aan-huisblad, Groot Eindhoven waar onder meer het nieuws van de gemeenteraad wordt vermeld. Dit blad verschijnt midweeks.
Voorts is er regionale radio en regionale televisie, verzorgd door Omroep Brabant. Deze omroep is gevestigd in Son en Breda. De officiële stadszender van Eindhoven is Studio040, met uitzendingen via radio en televisie.

## Onderwijs
Terugkerende evenementen zijn de introductieweken van de verschillende hogere scholen en studentenverenigingen en universiteit, allen gericht op de nieuwe studenten. Dankzij onder meer de studenten van de Technische Universiteit (TU/e), de Fontys Hogescholen en de Design Academy heeft Eindhoven een relatief jonge bevolking. Hieronder is een overzicht van de belangrijkste onderwijsinstellingen in de stad te vinden.

### Basisonderwijs
In Eindhoven wordt het basisonderwijs grofweg verdeeld over twee besturen. Voor het christelijke onderwijs is het SKPO (Stichting Katholiek en Protestants Onderwijs Eindhoven e.o.) verantwoordelijk. Ongeveer 38 basisscholen zijn aangesloten bij SKPO. Voor het openbaar en algemeen toegankelijk onderwijs is SALTO (Scholen voor Algemeen Toegankelijk Onderwijs in Eindhoven) verantwoordelijk. Tot SALTO behoren ongeveer 25 scholen waar, naast de openbare scholen, ook vier Jenaplanscholen en twee Montessorischolen zijn aangesloten. Ook heeft Eindhoven een islamitische basisschool, een Vrije school, een evangelische basisschool en een internationale basisschool.

### Voortgezet onderwijs
In het schooljaar 2013/2014 telde Eindhoven 17 middelbare scholen, voor vmbo-, havo- en vwo-niveau. Elf van deze scholen zijn rooms-katholiek, de overige zijn openbaar of protestants gericht. Veel van de leerlingen komen uit Eindhoven zelf of uit een van de omliggende kernen.

### Middelbaar beroepsonderwijs
Eindhoven heeft tal van MBO-instellingen, die vooral studenten uit de regio Zuidoost-Brabant en Noord-Limburg aantrekken. Veel instellingen zijn in de jaren 90 samengegaan in het Regionaal opleidingencentrum (ROC). Met ingang van het schooljaar 2013/2014 is de naam ROC Eindhoven veranderd naar Summa College. Het Summa College Eindhoven heeft meer dan 150 opleidingen op 20 gebieden, zoals de autobranche, ICT, economie en welzijn. Tevens heeft het Summa College een montessoricollege. Naast het Summa zijn er in Eindhoven nog enkele specialistische opleidingen, zoals bij De Rooi Pannen op het gebied van horeca, toerisme/recreatie en brood & banket, SintLucas Eindhoven, gericht op de grafische sector en Yuverta (voorheen Helicon) voor middelbaar agrarisch onderwijs.

### Hoger beroepsonderwijs
In Eindhoven zijn via Fontys verschillende soorten hoger beroepsonderwijs te volgen voor bachelor- en mastergraden. Fontys in Eindhoven biedt onderwijs op het gebied van Bedrijfsmanagement en Logistiek, Economie, Engineering, Gezondheidszorg, Communicatie, ICT, Mens en Maatschappij, Natuurwetenschappen, Onderwijs (Lerarenopleidingen) en Sport. In Eindhoven heeft de opleiding verschillende vestigingen, maar de meeste opleidingen zijn gevestigd aan de Rachelsmolen. Tevens is in Eindhoven de Design Academy gevestigd. Deze opleiding is een wereldwijd bekend instituut, gevestigd in de voormalige Philips-fabrieken (De Witte Dame) in het centrum van Eindhoven. De opleiding richt zich op industriële vormgeving en is een bachelor- en master-opleiding. Daarnaast zijn er in Eindhoven nog enkele particuliere hbo-instellingen.

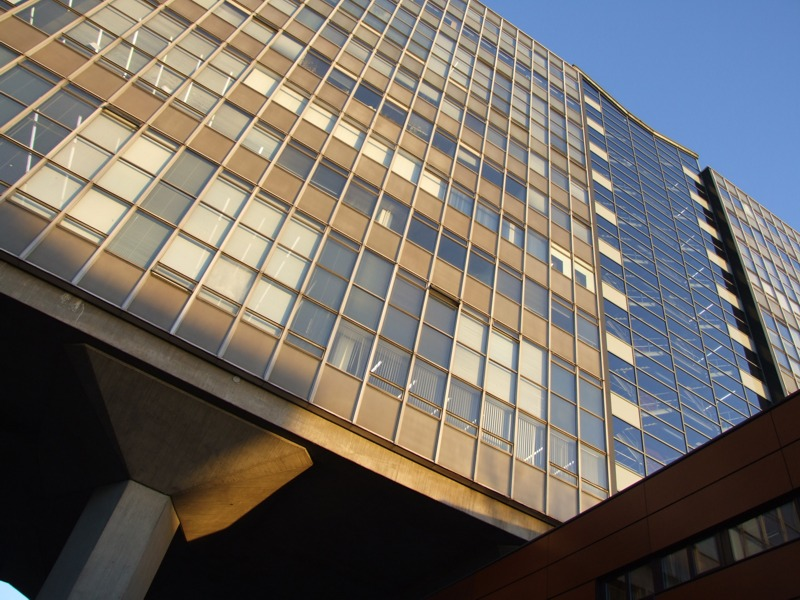
Hoofdgebouw van Technische Universiteit Eindhoven

### Wetenschappelijk onderwijs
Eindhoven beschikt over een universiteit, de Technische Universiteit Eindhoven (TU/e). Ze is gesticht op 15 juni 1956 door de Nederlandse overheid. Sinds haar stichting heeft ze haar eigen campus in het centrum van Eindhoven, ten noorden van het centraal station. Met 10.750 studenten, 264 hoogleraren, 1440 promovendi, 200 postdocs en 3000 overige werknemers, is de TU/e de op een na kleinste universiteit van Nederland, na Wageningen. De Technische Universiteit Eindhoven heeft negen faculteiten, te weten Biomedische Technologie, Bouwkunde, Electrical Engineering, Industrial Design, Scheikundige Technologie, Technische Natuurkunde, Industrial engineering & Innovation sciences, Werktuigbouwkunde en Wiskunde & Informatica. De TU/e was in 2006 de beste universiteit van de Benelux, volgens het Britse 'Times'. Naast deze universiteit beschikt Eindhoven ook over een studiecentrum van de Open Universiteit.
Eindhoven is een van de locaties van het European Institute of Innovation and Technology (EIT). Er zijn twee Knowledge and Innovation Community's (KIC's) actief: Innoenergy (Sustainable Energy) en EIT ICT Labs (Information and Communication Technology). Deze zijn gevestigd op de High Tech Campus Eindhoven.

## Volksgezondheid en sport

### Gezondheidszorg
In de stad zijn twee grote ziekenhuizen te vinden, te weten het Catharina Ziekenhuis in stadsdeel Woensel-Noord, en het Máxima Medisch Centrum, centraal gelegen ten noorden van het universiteitsterrein. In het Catharinaziekenhuis is tevens de huisartsenpost gevestigd voor huisartsen uit Best, Eindhoven, Heeze, Leende, Nuenen, Oirschot en Son en Breugel. Verder zijn er zoals vanzelfsprekend tal van kleinere gezondheidscentra en apothekers te vinden. Bij de huisartsenpost is ook een apotheek gevestigd die altijd "buiten kantooruren" geopend is. In Eindhoven zit tevens een Gemeentelijke gezondheidsdienst, GGD Brabant Zuid-Oost, met onder andere een ambulancedienst. De meldkamer Brabant Zuid-Oost van 1-1-2 is in 's-Hertogenbosch  gevestigd. Tevens is een instelling voor geestelijke gezondheidszorg gevestigd in Eindhoven, GGzE, voor Eindhoven en de Kempen.

### Sport

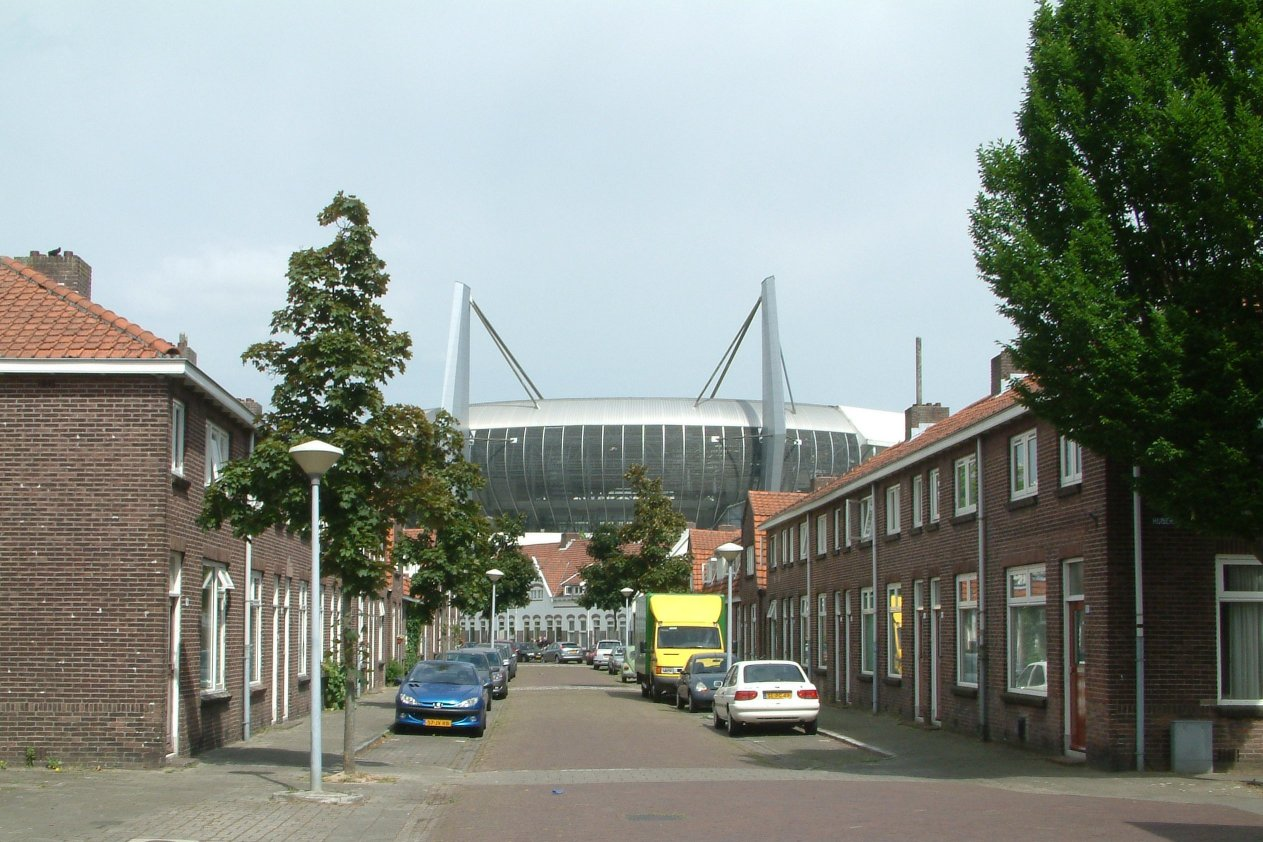
Het Philips Stadion, thuisbasis van voetbalclub PSV, gezien vanuit het Philipsdorp.

Voetbalclub PSV speelt in de Eredivisie en is een van de drie traditionele topclubs in Nederland. De club won vijfentwintig keer het landskampioenschap, elf keer de KNVB Beker, eenmaal de UEFA Cup en eenmaal de Europacup I, de voorloper van de Champions League. De club speelt haar thuiswedstrijden in het Philips Stadion. In dit stadion worden naast voetbalwedstrijden ook speciale evenementen georganiseerd zoals het Europees kampioenschap voetbal 2000 en de UEFA-Cup finale 2006. Onder de Federatie van Philips Sport Verenigingen vallen naast de voetbalclub ook andere sportverenigingen: korfbal, handbal, etc.
FC Eindhoven, opgericht op 16 november 1909, is de oudste betaaldvoetbalclub van Eindhoven. De ploeg, spelend in Blauw-Wit, speelt haar thuiswedstrijden in het Jan Louwers Stadion. Hoogtepunten van de club zijn het landskampioenschap van 1954 en het winnen van de beker in 1937. Sinds 1977 komt FC Eindhoven uit in de Eerste divisie. 
In de zwemsport behoort Eindhoven tot de internationale top. Het Pieter van den Hoogenband Zwemstadion voldoet als enige Olympische zwembad in Nederland aan alle internationale maatstaven. In 2008 vond er het EK Zwemmen plaats waarbij meerdere wereldrecords werden gezwommen door onder anderen Marleen Veldhuis. Veldhuis is samen met Pieter van den Hoogenband het boegbeeld voor de zwemsport in Eindhoven. In samenwerking met zwemmers en wetenschappers vindt er in Nationaal Zwemcentrum de Tongelreep ook allerlei wetenschappelijk onderzoek plaats op zwemgebied. Maarten van der Weijden uit Eindhoven werd in 2008 wereldkampioen openwaterzwemmen op de 25 km. Op de 5 km werd hij derde en op de tien km kwalificeerde hij zich voor de Olympische Spelen in Peking door op een vierde plek te eindigen. Daar won Van der Weijden een gouden medaille.
Het IJssportcentrum Eindhoven met zijn kunstijs is ook een topsportlocatie. Het is een voorziening voor langebaanschaatsen en ijshockey. Jarenlang speelde de nationale ijshockeytop in Eindhoven en in 2008 werd de nationale bekerfinale hier gespeeld. Het langebaanschaatsen had, naast de marathonrijders, in 2004 de nationale en internationale top op bezoek bij het Nederlandse kampioenschappen schaatsen allround 2004.
Verder wordt op internationaal topniveau gespeeld bij hockeyclub Oranje-Rood (voorheen Oranje Zwart) en zijn er sporadisch tennisevenementen zoals de Davis Cup, gespeeld in het Indoor-Sportcentrum.
Op nationaal niveau speelt de Eindhovense Schaakvereniging. Deze schaakvereniging werd landskampioen schaken in de voormalige Hoofdklasse in seizoen 1984-1985. Het jaar daarop speelde de schaakvereniging Europa Cup voor schaakteams, waarin het de derde ronde haalde. Anno 2008 speelt de schaakvereniging in de Eerste Klasse (KNSB). Een andere schaakvereniging, Woensel Lichttoren Combinatie, speelt in seizoen 2011-2012 in de Promotieklasse NBSB.
Daarnaast speelt de americanfootballvereniging Eindhoven Raptors op nationaal niveau mee in de 1e divisie van de AFBN (American Football Bond Nederland). Rugby union is vertegenwoordigd in Eindhoven door middel van twee clubs. ESRC The Elephants is een studentenrugbyclub geassocieerd met de Technische Universiteit Eindhoven en de burgerclub Rugbyclub Eindhoven PSV, voorheen beter bekend als RCE/PSV, is een voormalig onderdeel van de Federatie van Philips Sport Verenigingen.

## Verkeer en vervoer

### Autosnelwegen rondom Eindhoven
Amsterdam - Utrecht - 's-Hertogenbosch - Eindhoven - Maastricht ()
 Eindhoven - Son - Veghel - Uden - Oss - Nijmegen - Arnhem - Apeldoorn - Zwolle
 Eindhoven - Tilburg - Breda - Roosendaal - Bergen op Zoom - Goes - Middelburg - Vlissingen ()
 Antwerpen - Turnhout - Eindhoven - Venlo ()
 Eindhoven - Helmond
  Eindhoven - Valkenswaard - Hasselt ()

### Luchthaven

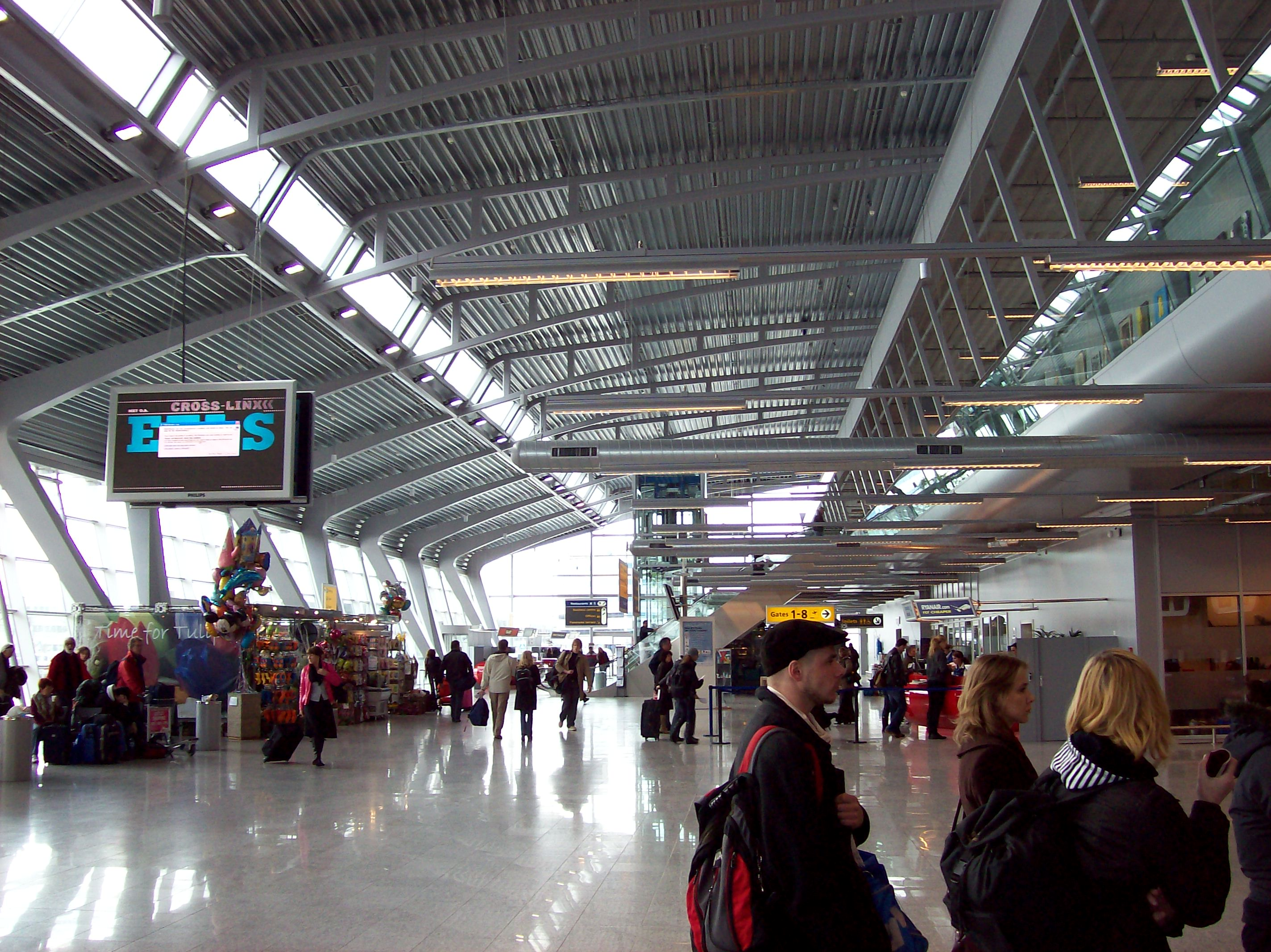
Vertrekhal van Eindhoven Airport

Eindhoven heeft een eigen luchthaven, Vliegbasis Eindhoven, die tevens wordt gebruikt voor civiele luchtvaart als Eindhoven Airport. Het vliegveld bestaat sinds 1932, toen het een geheel civiel vliegveld was. In april 1939 werd het vliegveld gevorderd vanwege de algemene mobilisatie. Na de oorlog werd het een gecombineerd civiel en militair vliegveld. In de jaren 90 is het vliegveld een paar kilometer verhuisd en is op de originele locatie een woonwijk verrezen, waar het originele luchthavengebouw nog dienstdoet als wijkcentrum van Meerhoven. Eindhoven Airport is voor 51% eigendom van Schiphol Group, de gemeente Eindhoven en de provincie Noord-Brabant zijn elk voor 24,5% aandeelhouder. De grond is eigendom van de Koninklijke Luchtmacht. Eindhoven Airport handelde in 2023 6,8 miljoen passagiers af.

### Spoorwegen
Eindhoven telt drie treinstations:

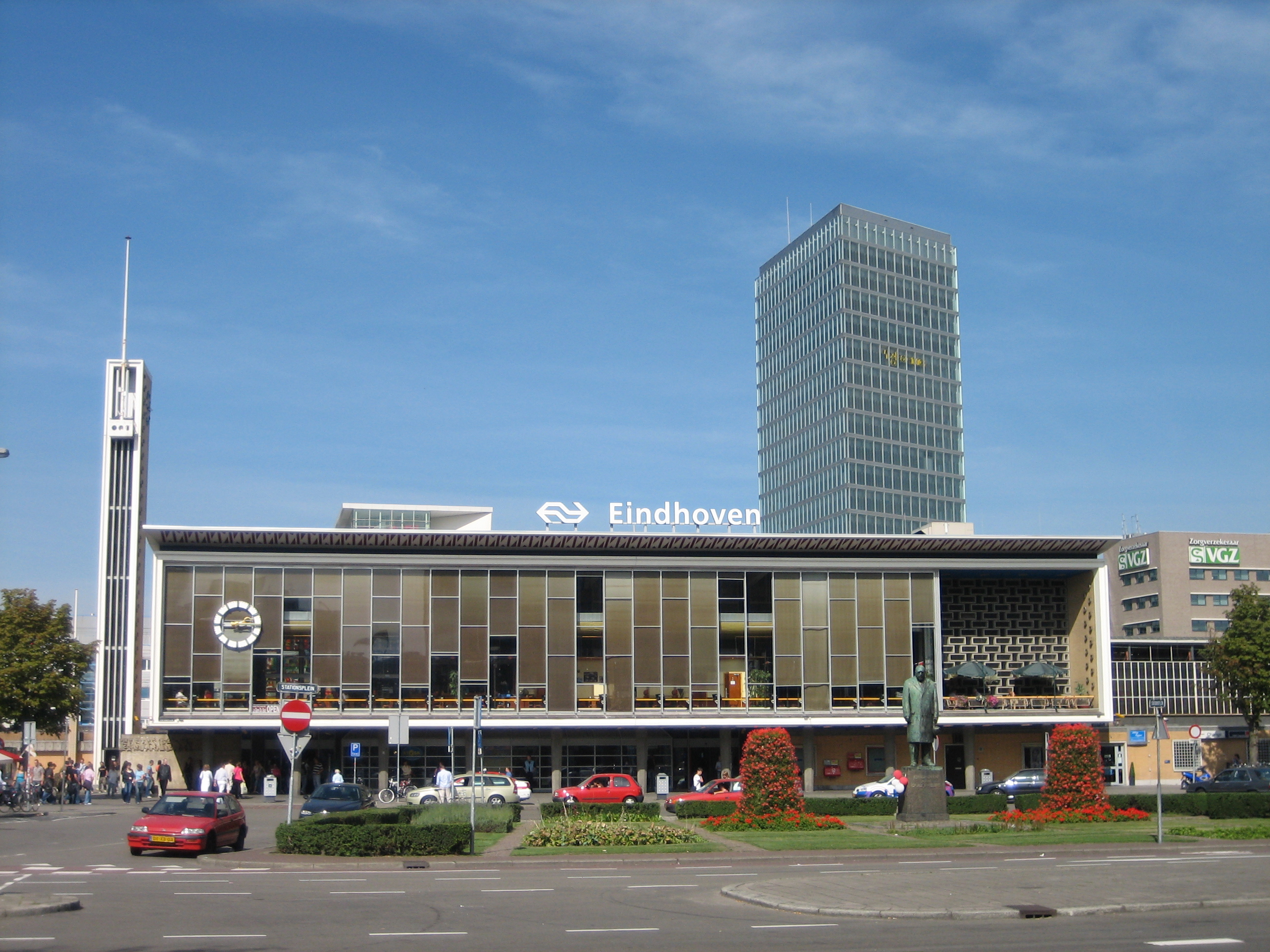
Station Eindhoven Centraal gezien vanaf de centrumzijde

- Eindhoven Centraal, hier stoppen zowel intercitytreinen als sprinters.
- Eindhoven Strijp-S, hier stoppen sprinters.
- Halte Eindhoven Stadion, een apart perron bij het Philips Stadion, waar voetbalsupporters van bezoekende clubs direct vanuit de trein het stadion ingeleid worden. Dit wordt enkel gebruikt bij voetbalwedstrijden van PSV waarbij de tegenstander een verplichte treincombibezoekregeling heeft.

Er zijn studies over een vierde treinstation ter hoogte van het dorp Acht, station Acht, nabij Eindhoven Airport.
Het station Eindhoven Centraal ligt op de trajecten Maastricht - Alkmaar/Schagen, Heerlen/Maastricht - Enkhuizen, Venlo - Schiphol en Eindhoven - Den Haag Centraal (alle 2x per uur, tussen Utrecht en Eindhoven 6x per uur en tussen Eindhoven en Sittard 4x per uur). Zonder overstappen is het dan mogelijk om vanuit Eindhoven op desbetreffende eindstations en tussenliggende intercitystations te komen. De treindienst Maastricht - Alkmaar wordt in de spits doorgetrokken tot Den Helder of Schagen. Sprinters rijden vanuit Eindhoven naar 's-Hertogenbosch, Tilburg Universiteit, Deurne en Weert (alle 2x per uur, tot Boxtel 4x per uur, op zon- en feestdagen en in de latere avonduren soms 1x/uur), in de spits rijdt de sprinter naar 's-Hertogenbosch non-stop door naar Oss. Tevens rijden er in de nacht van vrijdag op zaterdag en zaterdag op zondag nachttreinen naar Maastricht, Rotterdam, Schiphol en Utrecht. Tussen deze plaatsen rijden dan ook nachttreinen met tussenstops in Amsterdam, Schiphol en Den Haag, waardoor Eindhoven op het landelijke nachtnet is aangesloten.
Eindhoven Centraal herkrijgt na ruim 25 jaar eind 2026 een internationale treinverbinding. Vanuit Eindhoven is het mogelijk rechtstreeks naar het Duitse Hamm te reizen met onder andere stops in Venlo, Mönchengladbach en Düsseldorf. Daarnaast wil de landelijke CDA-fractie een spoorverbinding van Eindhoven naar Aken realiseren.

### Bussen

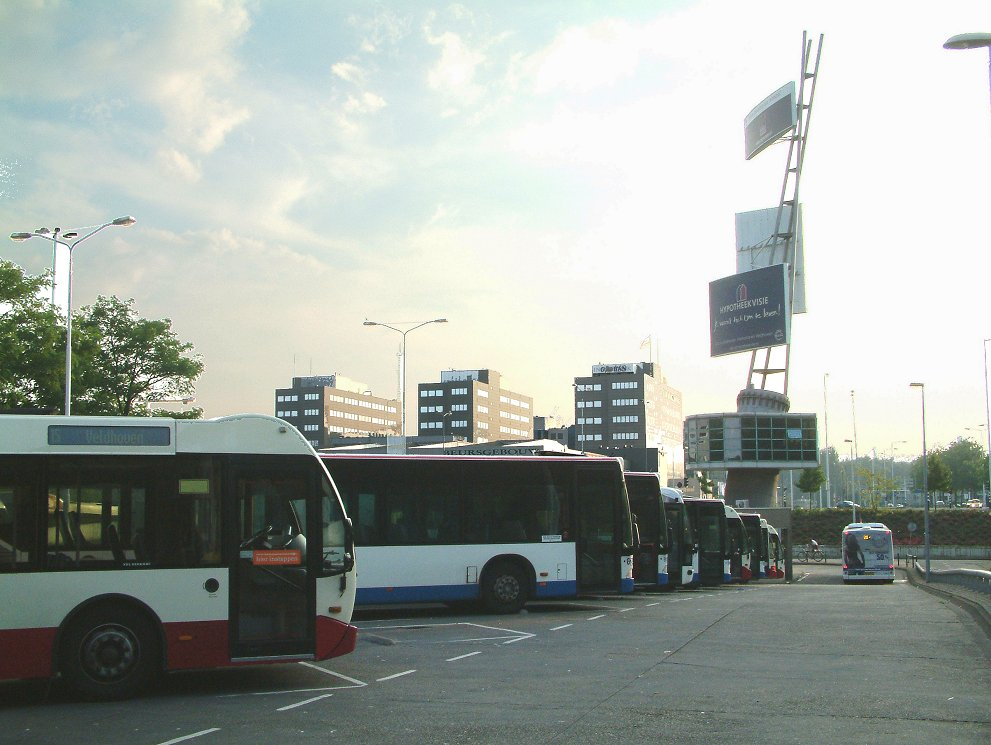
De achterzijde van Eindhoven CS, busstation Neckerspoel

Het stads- en streekvervoer in en om Eindhoven valt onder het concessiegebied Zuidoost-Brabant enkele lijnen vallen onder de concessie Oost-Brabant. De OV-autoriteit is de provincie Noord-Brabant, net zoals de overige concessiegebieden in de provincie. Het vervoer wordt verzorgd door Hermes, enkele lijnen van Arriva doen Eindhoven ook aan.
Transportbedrijf FlixBus verzorgt busdiensten van Eindhoven naar Parijs, Brussel, Antwerpen, Keulen en andere Europese steden.

## Politiek en bestuur

### Gemeenteraad
De gemeenteraad van Eindhoven telt 45 zetels. De laatste gemeenteraadsverkiezing was op 16 maart 2022. Hieronder de behaalde zetels per partij bij de verkiezingen sinds 2002:
| Partij                  | 2002 | 2006 | 2010   | 2014      | 2018   | 2022   |
| ----------------------- | ---- | ---- | ------ | --------- | ------ | ------ |
| GroenLinks              | 3    | 3    | 4      | 4         | 7      | 9      |
| VVD                     | 6    | 6    | 8      | 6         | 7      | 6****  |
| CDA                     | 9    | 7    | 6      | 4         | 6      | 6      |
| PvdA                    | 9    | 14*  | 10**   | 8         | 6      | 5      |
| D66                     | 3    | 1    | 6      | 7         | 6      | 5      |
| SP                      | 3    | 6    | 4      | 5 (7) *** | 4      | 3      |
| Ouderen Appèl Eindhoven | 2    | 2    | 3      | 5         | 2      | 3      |
| Volt                    | -    | -    | -      | -         | -      | 3      |
| PvdD                    | -    | -    | -      | -         | -      | 2      |
| LPF Eindhoven           | -    | 1    | 2      | 1         | 2      | 1      |
| 50PLUS                  | -    | -    | -      | -         | 2      | 1      |
| FvD                     | -    | -    | -      | -         | -      | 1      |
| Leefbaar Eindhoven      | 9    | 3    | 1      | 2         | 1      | -      |
| ChristenUnie            | -    | 1    | -      | 1         | 1      | -      |
| DENK                    | -    | -    | -      | -         | 1      | -      |
| Brede Beweging Lokaal   | -    | -    | -      | 2 ***     | -      | -      |
| TON                     | -    | -    | 1      | -         | -      | -      |
| De Stadspartij          | 1    | 1    | -      | -         | -      | -      |
| Totaal                  | 45   | 45   | 45     | 45        | 45     | 45     |
| Opkomst                 |      |      | 43,59% | 44,74%    | 46,38% | 41,75% |

* Een fractielid van de PvdA heeft zich later afgesplitst en is de partij Eindhoven Nu begonnen. Voor de gevormde coalitie heeft dit geen consequenties gehad
** Een fractielid van de PvdA heeft zich later afgesplitst en is Fractie Petra Sodenkamp begonnen. Voor de gevormde coalitie heeft dit geen consequenties gehad.
*** Twee fractieleden van de SP hebben zich later afgesplitst en zijn de Fractie Brede Beweging Linksom begonnen. Voor de gevormde coalitie heeft dit geen consequenties gehad.
**** Een fractielid van de VVD heeft zich later afgesplitst en is Fractie Chahim begonnen. Voor de gevormde coalitie heeft dit geen consequenties gehad.

### College van burgemeester en wethouders

#### 2022-heden
De fracties van GroenLinks, CDA, PvdA en D66 vormen voor de periode 2022-2026 een coalitie. De coalitie heeft 25 van de 45 zetels. Het college bestaat naast de burgemeester uit 7 wethouders: 3 voorgedragen door GroenLinks, 2 door het CDA, 1 door de PvdA en 1 door D66. 
Sinds de bestuursperiode 2022-2026 kent de gemeente Eindhoven ook zogeheten 'stadsgezanten'. Dit zijn politiek benoemde ambtenaren die onder de verantwoordelijkheid van hun partijgenoot in het college een specifieke politieke opdracht uitvoeren. Zowel de PvdA als D66 leveren een stadgezant. De benoeming van deze stadsgezanten zorgde voor verwarring en controverse binnen de Eindhovense politiek en onder bestuurskundigen.
De portefeuilleverdeling is als volgt:
- Jeroen Dijsselbloem (PvdA), burgemeester: Openbare orde en veiligheid, internationale aangelegenheden en acquisitie, representatie en externe betrekkingen, public affairs, toezicht en handhaving (excl. milieu-, bouw- en woningtoezicht), vergunningen evenementen, bezwaar en beroep. Tevens is de burgemeester voorzitter van de Stichting Brainport, voorzitter van de MRE en korpsbeheerder.
- Rik Thijs (GL), wethouder: Klimaat, energie, grond en vergroening
- Stijn Steenbakkers (CDA), wethouder: Brainport, economie, onderwijs, KnoopXL en Eindhoven-Noordwest
- Mieke Verhees (PvdA), wethouder: Wonen, wijken, ruimte en dienstverlening
- Robert Strijk (D66), wethouder: Hoger- en beroepsonderwijs, mobiliteit, binnenstad en Design District
- Saskia Lammers (GL), wethouder: Welzijn, werk, armoede, cultuur en design
- Maes van Lanschot (CDA), wethouder: Financiën, sport, erfgoed en regionale samenwerking
- Samir Toub (GL), wethouder: Diversiteit, zorg, jeugd en maatschappelijke ondersteuning

Robert Strijk vervangt per 10 september 2024 Monique Esselbrugge, die haar functie neerlegde na twee jaar.

#### 2018-2022
De coalitie voor de periode 2018-2022 werd gevormd door een coalitie van PvdA, VVD, CDA, GL. De coalitie had 27 van de 45 zetels. Het college bestond uit zeven personen en werd voorgezeten door de burgemeester. De portefeuilleverdeling was als volgt:
- John Jorritsma (VVD), burgemeester, wettelijke taken, integrale veiligheid en handhaving, juridische zaken, communicatie, externe betrekkingen, burgerzaken. Tevens is de burgemeester voorzitter van de Stichting Brainport, voorzitter van de MRE en korpsbeheerder.
- Yasin Torunoglu (PvdA), wethouder van wonen, wijken, werk en ruimtelijke ontwikkeling
- Stijn Steenbakkers (CDA), wethouder van economie, Brainport, innovatie, onderwijs en sport
- Rik Thijs (GL), wethouder van klimaat & energie, openbare ruimte en groen
- Monique List (VVD), wethouder van mobiliteit, cultuur en design, binnenstad en citymarketing
- Marcel Oosterveer (VVD), wethouder van bedrijfsvoering en financiën
- Renate Richters (GL), wethouder jeugd, zorg en welzijn, armoede en inburgering

Rik Thijs verving per 11 juni 2019 Jan van der Meer, die zijn functie neerlegde na een jaar omdat hij de functie van Gedeputeerde van de Provincie Gelderland accepteerde.

#### 2014-2018
De coalitie voor de periode 2014-2018 werd gevormd door een coalitie van PvdA, SP, D66 en GL. De coalitie heeft 26 van de 45 zetels. Het college bestond uit acht personen en werd voorgezeten door de burgemeester. De portefeuilleverdeling was als volgt:
- John Jorritsma (VVD), burgemeester, wettelijke taken, integrale veiligheid en handhaving, juridische zaken, communicatie, externe betrekkingen, burgerzaken. Tevens is de burgemeester voorzitter van de Stichting Brainport, voorzitter van de MRE en korpsbeheerder.
- Yasin Torunoglu (PvdA), wethouder van Wonen, Wijken, Ruimte en Burgerparticipatie
- Staf Depla (PvdA), wethouder van Economie, Werk en inkomen en Beroepsonderwijs
- Jakob Wedemeijer (SP), wethouder actieve stad, diversiteit en vergunningen
- Jannie Visscher (SP), wethouder van Jeugd, Onderwijs en Verkeer en vervoer
- Mary-Ann Schreurs (D66), wethouder van Innovatie en design, Duurzaamheid en Cultuur
- Wilbert Seuren (D66), wethouder van Ruimtelijke ordening en Financiën
- Lenie Scholten (GL), wethouder Zorg en WIJeindhoven

Wilbert Seuren verving per 15 juli 2015 Marco van Dorst, die zijn functie neerlegde omdat de uitoefening ervan te veel druk legde op zijn gezinsleven.

#### 2010-2014
De coalitie voor de periode 2010-2014 werd gevormd door een coalitie van PvdA, VVD, D66 en GL. De coalitie had 28 van de 45 zetels. Het college bestond uit zeven personen en werd voorgezeten door de burgemeester. De portefeuilleverdeling was als volgt:
- Rob van Gijzel (PvdA), burgemeester, wettelijke taken, integrale veiligheid en handhaving, juridische zaken, communicatie, externe betrekkingen, burgerzaken. Tevens is de burgemeester voorzitter van de Stichting Brainport, voorzitter van het SRE en korpsbeheerder.
- Yasin Torunoglu (PvdA), wethouder van wonen, wijken, ruimte en burgerparticipatie (PvdA)
- Mary-Ann Schreurs (D66), wethouder van innovatie, cultuur en openbare ruimte
- Lenie Scholten (GL), wethouder van jeugd, welzijn en zorg
- Staf Depla (PvdA), wethouder van financiën, dienstverlening en organisatie
- Joost Helms (VVD), wethouder van mobiliteit, milieu, sport en evenementen
- Monique List (VVD), wethouder van economie, werk en beroepsonderwijs

Monique List verving per 1 maart 2012 Henk Brink, die om gezondheidsredenen aftrad als wethouder van economie, werk en beroepsonderwijs. Yasin Torunoglu verving per 26 maart 2013 Mary Fiers, die aftrad na problemen rond een verhuisproject van woonwagens naar het Orgelplein in Eindhoven.

#### 2006-2010
De coalitie voor de periode 2006-2010 werd gevormd door een coalitie van PvdA, CDA en SP. De coalitie had ten tijde van de samenstelling 27* van de 45 zetels. Het college bestond uit vijf personen en werd voorgezeten door de burgemeester. De portefeuilleverdeling was als volgt (de wethouders zijn gerangschikt op basis van waarnemend burgemeesterschap):
- Rob van Gijzel (PvdA), burgemeester, wettelijke taken, openbare orde en veiligheid, mediazaken en communicatie, juridische zaken, internationale zaken, burgerzaken. Tevens is de burgemeester voorzitter van de Stichting Brainport, voorzitter van het SRE en korpsbeheerder.
- Marriët Mittendorff (CDA), wethouder van jeugd en gezin
- Mary Fiers (PvdA), wethouder van wonen en ruimte
- Hans-Martin Don (SP), wethouder van maatschappelijke zorg, financiën, personeel en organisatie
- Erik van Merrienboer (PvdA), wethouder van mobiliteit, milieu, economie en stadsdeelgericht werken

#### 1986-2006
In het verleden werd colleges naast de burgemeester gevormd door de wethouders die waren voorgedragen door de volgende partijen:
- College 1986-1990: PvdA (2 wethouders), CDA (2), VVD (1)
  - Vanaf 14-12-1987: CDA (3 wethouders), PvdA (3)
- College 1990-1994: CDA (3 wethouders), PvdA (2), D66 (1)
- College 1994-1998: CDA (2 wethouders), D66 (1), PvdA (1), VVD (1), OAE (1)
- College 1998-2002: PvdA (2 wethouders), CDA (2), VVD (1)
- College 2002-2006: Leefbaar Eindhoven (2 wethouders), CDA (2), GL (1), D66 (1)

#### Burgemeester
De huidige burgemeester van Eindhoven is sinds 13 september 2022 Jeroen Dijsselbloem.

##### Burgemeestersreferendum
Van Gijzel nam op 8 april 2008 de taak van burgemeester van Eindhoven over van Gerrit Braks, die als interim-burgemeester had gediend sinds het opstappen van Alexander Sakkers op 1 september 2007. Op 23 januari 2008 werd er een burgemeestersreferendum gehouden om de opvolger van Sakkers aan te wijzen. Er waren twee kandidaten, beide van de PvdA: Rob van Gijzel, oud-Tweede Kamerlid, en Leen Verbeek, toenmalig burgemeester van Purmerend. Alhoewel Van Gijzel met 68,5 procent van de stemmen het referendum won, werd het niet rechtsgeldig verklaard omdat de opkomst met 24,6 procent onder de dertig procent was gebleven. De gemeenteraad moest daarom enkele dagen later, op 28 januari 2008, de burgemeester kiezen. 25 raadsleden kozen voor Van Gijzel en 18 voor Verbeek, waardoor eerstgenoemde aan de Kroon werd voorgedragen en vervolgens benoemd. Van Gijzel is geboren en getogen in Eindhoven.

### Agglomeratie
Eindhoven kent negen buurgemeenten. In het noorden is de snelweg de fysieke en bestuurlijke barrière tussen Eindhoven enerzijds en Best en Son en Breugel anderzijds. Aan de oostkant is de Dommel de scheidslijn met Nuenen c.a. en de Gijzenrooise Zegge de scheiding met Geldrop-Mierlo. Aan de zuidkant loopt de gemeente Eindhoven over in de gemeente Heeze-Leende bij de Leenderheide, waarbij de autosnelweg de scheiding weergeeft, net als bij Waalre. Aan de zuidwestkant ligt Veldhoven, aangebouwd tegen Eindhoven en daarvan grotendeels gescheiden door de autosnelweg. De grenzen in het westen met Eersel en in het noordwesten met Oirschot lopen via respectievelijk Eindhoven Airport en het noordelijker gelegen landelijk gebied. Een overzicht met de buurgemeenten in "kompasvorm" is hiernaast te zien. De agglomeratie is gelegen in een landelijke streek op de rand van de Kempen aan de westkant en de Peel aan de oostkant.
Eindhoven en zijn buurgemeenten werken al decennia nauw samen. Vanaf de jaren 60 van de 20e eeuw werd er aangedrongen op de vorming van een formeel stadsgewest om tot gezamenlijk beleid en bestuurlijke coördinatie binnen de agglomeratie te komen. In augustus 1976 werden de gemeenten door een speciale wet verenigd in één bestuurlijk orgaan: het openbaar lichaam Agglomeratie Eindhoven. Door nieuwe wettelijke regelingen in het binnenlands bestuur brokkelde de structuur van de agglomeratie echter af en het openbaar lichaam werd op 1 januari 1986 weer opgeheven. Tussen 1993 was er een nieuwe samenwerking in groot-Eindhoven in de vorm van het Samenwerkingsverband Regio Eindhoven.
De adviescommissie Krachtig bestuur in Brabant heeft in 2013 in het rapport Veerkrachtig bestuur in Zuidoost-Brabant de aanbeveling gedaan om Zuidoost-Brabant te herindelen. De regio zou moeten bestaan uit de twee kerngemeenten Eindhoven en Helmond, waarbij beide gemeenten uitgebreid worden met omliggende gemeenten.
| Naam            | Inwoners |                       | Naam    | Inwoners |
| Groot-Eindhoven | 337.487  | Stadsgewest Eindhoven | 419.045 |          |
| --------------- | -------- | --------------------- | ------- | -------- |
| Eindhoven       | 246.417  | Eindhoven             | 246.417 |          |
| Veldhoven       | 46.827   | Veldhoven             | 46.827  |          |
| Geldrop-Mierlo  | 40.733   | Geldrop-Mierlo        | 40.733  |          |
| Waalre          | 17.988   | Valkenswaard          | 31.714  |          |
| Son en Breugel  | 17.959   | Best                  | 31.223  |          |
|                 |          | Nuenen c.a.           | 24.231  |          |
|                 |          | Waalre                | 17.988  |          |
|                 |          | Son en Breugel        | 17.959  |          |

### Stedenbanden
Eindhoven heeft jumelages met:
- Białystok (Polen)
- Bydgoszcz (Polen)
- Chinandega (Nicaragua)
- Emfuleni (Zuid-Afrika)
- Gedaref (Soedan)
- Minsk (Wit-Rusland)

Tevens heeft Eindhoven een nauwe band met Bayeux in het Noord-Franse Normandië, vanwege het feit dat Bayeux door dezelfde Britse troepen werd bevrijd die Eindhoven binnentrokken. Bayeux kent een Boulevard d'Eindhoven, waaraan onder meer een camping en het gemeentelijk zwembad liggen. Andersom kent Eindhoven een Bayeuxlaan, die loopt van de Boutenslaan naar de kruising met de Locatellistraat en de Antoon Coolenlaan. Uit Bayeux komt elk jaar het bevrijdingsvuur ter nagedachtenis aan de Tweede Wereldoorlog dat vanaf 18 september op het Stadhuisplein in Eindhoven brandt. Op die datum werd Eindhoven in 1944 bevrijd.

### Wapen en vlag
Het wapen van Eindhoven bestaat uit twee delen. Het linkerdeel is een rode leeuw op een zilveren vlak, het rechterdeel drie zilveren hoorns boven elkaar op een rood vlak. Het wapen combineert de leeuw van het wapen van de hertog van Brabant met de hoorns op het wapen van de heer van Cranendonk, een zijtak van de adellijke familie Van Horne. Het vroegst bewaard gebleven wapen staat op een zegelring uit 1355. Het huidige wapen werd in 1923 vastgelegd. Voor 1923 werd hetzelfde wapen gevoerd, maar de kleurstelling hiervan volgde de zogenaamde rijkskleuren (azuur en goud).
Het college van Burgemeesters en Wethouders heeft op 14 oktober 1927 de vlag vastgesteld. De kleuren werden rood en wit, de kleuren van de gemeente. In de vlag is de letter "E" te herkennen. Aan de stok kwamen twee gelijke banen, een rode en een witte, verwijzend naar het wapen. Aan de witte baan zitten vijf gelijke horizontale banen, van rood en wit, die de gemeenten Woensel, Tongelre, Stratum, Gestel en Strijp voorstellen die samen met Eindhoven sinds 1920 één gemeente vormden. De vlag is ontworpen door architect Louis Kooken. Tevens heeft Eindhoven toentertijd een standaard vastgesteld. Deze is hetzelfde als de vlag met uitzondering van de linkerbovenhoek, waar het wapenschild staat.

## Bekende en prominente Eindhovenaren

### Historische titel
Koning Willem-Alexander draagt sinds de troonswisseling de titel Baron van Eindhoven. Zie Titels van de Nederlandse koninklijke familie.

### Ereburgers
Sinds 1939 wordt het 'ereteken van de stad Eindhoven' toegekend door de gemeenteraad. Deze hoogste onderscheiding die Eindhoven kent, is voor inwoners die zich voor de stad bijzonder verdienstelijk hebben gemaakt.